# Championnat du monde de hockey sur glace 2025
Navigation
Tchéquie 2024 Suisse 2026
Le championnat du monde masculin de hockey sur glace 2025 a lieu du 9 au 25 mai 2025 dans les villes de Stockholm et de Herning, respectivement en Suède et au Danemark.

## Format de la compétition
| Niveau         | Nombre d'équipes | Lieu              | Dates                | Résultats              | Résultats         |
| Niveau         | Nombre d'équipes | Lieu              | Dates                | Vainqueur / Promu(s)   | Relégué(s)        |
| -------------- | ---------------- | ----------------- | -------------------- | ---------------------- | ----------------- |
| Division élite | 16               | Stockholm Herning | du 9 au 25 mai       | États-Unis             | France Kazakhstan |
| Division IA    | 6                | Sfântu Gheorghe   | du 27 avril au 3 mai | Grande-Bretagne Italie | Roumanie          |
| Division IB    | 6                | Tallinn           | du 26 avril au 2 mai | Lituanie               | Croatie           |
| Division IIA   | 6                | Belgrade          | du 29 avril au 5 mai | Pays-Bas               | Israël            |
| Division IIB   | 6                | Dunedin           | du 27 avril au 3 mai | Géorgie                | Thaïlande         |
| Division IIIA  | 6                | Istanbul          | du 21 au 27 avril    | Kirghizistan           | Luxembourg        |
| Division IIIB  | 6                | Metepec           | du 27 avril au 3 mai | Mexique                | Singapour         |
| Division IV    | 6                | Erevan            | du 13 au 19 avril    | Ouzbékistan            | Aucun             |

Le championnat du monde masculin de hockey sur glace est un ensemble de plusieurs tournois regroupant les nations en fonction de leurs niveaux.
Les meilleures équipes disputant le titre se trouvent dans la division Élite qui regroupe 16 équipes réparties en deux groupes de 8 qui jouent un tour préliminaire. Les 4 premiers de chaque groupe sont qualifiés pour les quarts de finale et le dernier de chaque groupe est relégué en division IA, sauf la Suisse car elle organise l'édition suivante.
Pour les autres divisions, les équipes s’affrontent entre elles et, à l'issue de chaque compétition, le premier est promu dans la division supérieure et le dernier est relégué dans la division inférieure, sauf en Division IV, échelon le plus bas où il n'y a pas de relégation.
Lors des phases de poule, les points sont attribués ainsi :
- 3 points pour une victoire dans le temps réglementaire ;
- 2 points pour une victoire en prolongation ou aux tirs de fusillade ;
- 1 point pour une défaite en prolongation ou aux tirs de fusillade ;
- aucun point pour une défaite dans le temps réglementaire.

## Division Élite

### Lieux de la compétition
| \| Stockholm Herning \| Localisation des villes de Stockholm · et de Herning en Scandinavie. |
| Stockholm Herning                                                                            |

| Stockholm                      | Herning                            |
|                                |                                    |
| Avicii Arena Capacité : 16 000 | Jyske Bank Boxen Capacité : 15 000 |

### Officiels
32 officiels ont été désignés pour la compétition. Leurs numéros de dossards figurent entre parenthèses.
| - Andris Ansons (20) - Tobias Björk (25) - Riku Brander (19) - Michael Campbell (18) - Mads Frandsen (89) - Christoffer Holm (7) - Mikael Holm (28) - Jan Hribik (97) | - Mikko Kaukokari (63) - Mike Langin (15) - Sean MacFralane (17) - Christian Ofner (3) - André Schrader (5) - Peter Stano (10) - Michael Tscherrig (86) - Krsitian Vikman (26) |

| - Albert Ankerstjerne (98) - Danny Beresford (38) - Nick Briganti (52) - Jake Davis (91) - Oto Durmis (65) - Shane Gustafson (87) - Onni Hautamäki (55) - Daniel Hynek (64) | - Patrick Laguzov (94) - Ludvig Lundgren (49) - Tommi Niittylä (57) - Anders Nyqvist (60) - Jiří Ondráček (50) - Dominic Schlegel (73) - Tarrington Wyonzek (84) - Dāvis Zunde (51) |

### Équipes
Chaque équipe est constituée au minimum de 15 joueurs et 2 gardiens et, au maximum, de 22 joueurs et 3 gardiens.

### Tour préliminaire
Le groupe principal regroupe 16 équipes, réparties en deux groupes (entre parenthèses le classement IIHF 2024) :
| Groupe A (à Stockholm) | Groupe B (à Herning) |
| --- | --- |
| - Autriche (13) - Canada (1) - Finlande (3) - France (14) - Lettonie (10) - Slovaquie (9) - Slovénie (19), promu de Division IA - Suède (7), pays hôte | - Allemagne (8) - Danemark (11) - États-Unis (6) - Hongrie (18), promu de Division IA - Kazakhstan (15) - Norvège (12) - Suisse (5) - Tchéquie (4), tenant du titre |

#### Groupe A

##### Classement
| Clt   | Équipe    | PJ | V | VP | D | DP | BP | BC | Diff | Pts |
| ----- | --------- | -- | - | -- | - | -- | -- | -- | ---- | --- |
| +001, | Canada    | 7  | 6 | 0  | 0 | 1  | 34 | 7  | +27  | 19  |
| +002, | Suède     | 7  | 6 | 0  | 1 | 0  | 28 | 8  | +20  | 18  |
| +003, | Finlande  | 7  | 4 | 2  | 1 | 0  | 22 | 10 | +12  | 16  |
| +004, | Autriche  | 7  | 2 | 2  | 3 | 0  | 21 | 18 | +3   | 10  |
| +005, | Lettonie  | 7  | 3 | 0  | 4 | 0  | 17 | 25 | -8   | 9   |
| +006, | Slovaquie | 7  | 2 | 0  | 4 | 1  | 9  | 24 | -15  | 7   |
| +007, | Slovénie  | 7  | 1 | 0  | 5 | 1  | 9  | 29 | -20  | 4   |
| +008, | France    | 7  | 0 | 0  | 6 | 1  | 8  | 27 | -19  | 1   |

- en gras, qualifié pour les quarts de finale
- en italique, relégué en Division I, groupe A

##### Matchs
| 9 mai | Autriche | 1-2 (1-2, 0-0, 0-0) | Finlande | Avicii Arena 6 822 spectateurs |

| Feuille de match | Feuille de match                             | Feuille de match | Feuille de match                                                                   | Feuille de match                                                                                       |
| ---------------- | -------------------------------------------- | ---------------- | ---------------------------------------------------------------------------------- | --- |
|                  | - Wolf (Unterweger, Schneider) — 13 min 54 s | 0-1 0-2 1-2      | Puistola (Salo, Hämeenaho) — 4 min 38 s Pärssinen (Seppälä, Pesonen) — 7 min 6 s - | Arbitrage : Michael Campbell et Michael Tscherrig Juges de lignes : Shane Gustafson et Ludvig Lundgren |
| Tolvanen         | Gardiens                                     | Saros            |                                                                                    | Arbitrage : Michael Campbell et Michael Tscherrig Juges de lignes : Shane Gustafson et Ludvig Lundgren |
| 8 min            | Pénalités                                    | 8 min            |                                                                                    | Arbitrage : Michael Campbell et Michael Tscherrig Juges de lignes : Shane Gustafson et Ludvig Lundgren |
| 16               | Tirs                                         | 28               |                                                                                    | Arbitrage : Michael Campbell et Michael Tscherrig Juges de lignes : Shane Gustafson et Ludvig Lundgren |

| 9 mai | Suède | 5-0 (3-0, 1-0, 1-0) | Slovaquie | Avicii Arena 12 530 spectateurs |

| Feuille de match | Feuille de match | Feuille de match    | Feuille de match | Feuille de match                                                                       |
| ---------------- | --- | ------------------- | ---------------- | -------------------------------------------------------------------------------------- |
|                  | Backlund (Heineman, Lindholm) — 11 min 17 s Carlsson (Pettersson, Johansson) — 18 min 50 s Brodin (Larsson, Lundeström) — 19 min 54 s Lindholm (Gustafsson, Backlund) — 38 min 46 s Zibanejad (Andersson, Pettersson) — 57 min 33 s | 1-0 2-0 3-0 4-0 5-0 |                  | Arbitrage : Riku Brander et Mads Frandsen Juges de lignes : Jake Davis et Daniel Hynek |
| Markström        | Gardiens | Rybár               |                  | Arbitrage : Riku Brander et Mads Frandsen Juges de lignes : Jake Davis et Daniel Hynek |
| 0 min            | Pénalités | 2 min               |                  | Arbitrage : Riku Brander et Mads Frandsen Juges de lignes : Jake Davis et Daniel Hynek |
| 20               | Tirs | 15                  |                  | Arbitrage : Riku Brander et Mads Frandsen Juges de lignes : Jake Davis et Daniel Hynek |

| 10 mai | Slovénie | 0-4 (0-1, 0-3, 0-0) | Canada | Avicii Arena 9 011 spectateurs |

| Feuille de match | Feuille de match | Feuille de match | Feuille de match | Feuille de match                                                                                              |
| ---------------- | ---------------- | ---------------- | --- | --- |
|                  |                  | 0-1 0-2 0-3 0-4  | Horvat (MacKinnon, Konecny) — 7 min 22 s (SN) MacKinnon (Weegar) — 23 min 41 s Horvat (MacKinnon, Montour) — 33 min 38 s (SN) Dobson (Celebrini, O'Reilly) — 36 min 55 s (SN) | Arbitrage : Sweden Christoffer Holm et André Schrader Juges de lignes : Albert Ankerstjerne et Tommi Niittylä |
| Horak            | Gardiens         | Garand           | | Arbitrage : Sweden Christoffer Holm et André Schrader Juges de lignes : Albert Ankerstjerne et Tommi Niittylä |
| 14 min           | Pénalités        | 4 min            | | Arbitrage : Sweden Christoffer Holm et André Schrader Juges de lignes : Albert Ankerstjerne et Tommi Niittylä |
| 11               | Tirs             | 44               | | Arbitrage : Sweden Christoffer Holm et André Schrader Juges de lignes : Albert Ankerstjerne et Tommi Niittylä |

| 10 mai | Suède | 4-2 (0-0, 1-1, 3-1) | Autriche | Avicii Arena 12 530 spectateurs |

| Feuille de match | Feuille de match | Feuille de match        | Feuille de match                                                               | Feuille de match                                                                            |
| ---------------- | --- | ----------------------- | ------------------------------------------------------------------------------ | ------------------------------------------------------------------------------------------- |
|                  | - Zibanejad (Gustafsson, Johansson) — 33 min 26 s (SN) - Brodin (Raymond, Lindholm) — 57 min 41 s (JS) Zibanejad (Andersson) — 57 min 53 s Wennberg ((Backlund, Lindholm) — 58 min 39 s (CV) | 0-1 1-1 1-2 2-2 3-2 4-2 | Baumgartner (Raffl, Rohrer) — 25 min 30 s - Kasper (Schnetzer) — 52 min 26 s - | Arbitrage : Jan Hribik et Sean MacFarlane Juges de lignes : Dominic Schlegel et Dāvis Zunde |
| Ersson           | Gardiens | Kickert                 |                                                                                | Arbitrage : Jan Hribik et Sean MacFarlane Juges de lignes : Dominic Schlegel et Dāvis Zunde |
| 2 min            | Pénalités | 8 min                   |                                                                                | Arbitrage : Jan Hribik et Sean MacFarlane Juges de lignes : Dominic Schlegel et Dāvis Zunde |
| 25               | Tirs | 16                      |                                                                                | Arbitrage : Jan Hribik et Sean MacFarlane Juges de lignes : Dominic Schlegel et Dāvis Zunde |

| 10 mai | France | 1-4 (1-0, 0-1, 0-3) | Lettonie | Avicii Arena 7 564 spectateurs |

| Feuille de match | Feuille de match                     | Feuille de match    | Feuille de match | Feuille de match                                                                                |
| ---------------- | ------------------------------------ | ------------------- | --- | ----------------------------------------------------------------------------------------------- |
|                  | Fabre (Crinon, Boscq) — 15 min 2 s - | 1-0 1-1 1-2 1-3 1-4 | - Dzierkals — 35 min 36 s (IN) Zīle (Komuls, Balcers) — 42 min 2 s Ločmelis — 58 min 36 s (CV) Ločmelis (Tralmaks) — 59 min 29 s (CV) | Arbitrage : Riku Brander et Michael Tscherrig Juges de lignes : Daniel Hynek et Ludvig Lundgren |
| Papillon         | Gardiens                             | Gudļevskis          | | Arbitrage : Riku Brander et Michael Tscherrig Juges de lignes : Daniel Hynek et Ludvig Lundgren |
| 8 min            | Pénalités                            | 4 min               | | Arbitrage : Riku Brander et Michael Tscherrig Juges de lignes : Daniel Hynek et Ludvig Lundgren |
| 19               | Tirs                                 | 20                  | | Arbitrage : Riku Brander et Michael Tscherrig Juges de lignes : Daniel Hynek et Ludvig Lundgren |

| 11 mai | Slovaquie | 3-1 (2-0, 1-0, 0-1) | Slovénie | Avicii Arena 3 870 spectateurs |

| Feuille de match | Feuille de match                                                                                                  | Feuille de match | Feuille de match                                 | Feuille de match                                                                               |
| ---------------- | --- | ---------------- | ------------------------------------------------ | ---------------------------------------------------------------------------------------------- |
|                  | Čederle (Sýkora) — 8 min 20 s Regenda (Kňažko, Grman) — 9 min 26 s Krištof (Lantoši, Mudrák) — 31 min 12 s (SN) - | 1-0 2-0 3-0 3-1  | - Ograjenšek (Sabolič, Macuh) — 46 min 29 s (SN) | Arbitrage : Sean MacFarlane et André Schrader Juges de lignes : Shane Gustafson et Dāvis Zunde |
| Hlavaj           | Gardiens | Pintarič         |                                                  | Arbitrage : Sean MacFarlane et André Schrader Juges de lignes : Shane Gustafson et Dāvis Zunde |
| 10 min           | Pénalités | 10 min           |                                                  | Arbitrage : Sean MacFarlane et André Schrader Juges de lignes : Shane Gustafson et Dāvis Zunde |
| 39               | Tirs | 18               |                                                  | Arbitrage : Sean MacFarlane et André Schrader Juges de lignes : Shane Gustafson et Dāvis Zunde |

| 11 mai | Lettonie | 1-7 (1-2, 0-3, 0-2) | Canada | Avicii Arena 9 531 spectateurs |

| Feuille de match | Feuille de match                  | Feuille de match                | Feuille de match | Feuille de match                                                                       |
| ---------------- | --------------------------------- | ------------------------------- | --- | -------------------------------------------------------------------------------------- |
|                  | Tralmaks (Ločmelis) — 7 min 5 s - | 1-0 1-1 1-2 1-3 1-4 1-5 1-6 1-7 | - Konecny (Sanheim, Crosby) — 9 min 30 s MacKinnon (Horvat) — 10 min 31 s Johnson (Montour, Crosby) — 27 min 11 s Johnson — 31 min 10 s Konecny — 39 min 36 s (IN) Celebrini (Konecny, Crosby) — 45 min 9 s Hayton (Danault) — 55 min 18 s | Arbitrage : Mads Frandsen et Jan Hribik Juges de lignes : Jake Davis et Tommi Niittylä |
| Grigals          | Gardiens                          | Fleury                          | | Arbitrage : Mads Frandsen et Jan Hribik Juges de lignes : Jake Davis et Tommi Niittylä |
| 12 min           | Pénalités                         | 12 min                          | | Arbitrage : Mads Frandsen et Jan Hribik Juges de lignes : Jake Davis et Tommi Niittylä |
| 17               | Tirs                              | 37                              | | Arbitrage : Mads Frandsen et Jan Hribik Juges de lignes : Jake Davis et Tommi Niittylä |

| 11 mai | Finlande | 4-3 (pr) (0-0, 1-1, 2-2, 1-0) | France | Avicii Arena 3 832 spectateurs |

| Feuille de match | Feuille de match | Feuille de match            | Feuille de match | Feuille de match                                                                                      |
| ---------------- | --- | --------------------------- | --- | --- |
|                  | - Teräväinen (Lehtonen, Saarijarvi) — 37 min 33 s - Tolvanen (Lehtonen) — 58 min 27 s (JS) Tolvanen (Lehtonen, Teräväinen) — 59 min 32 s (JS) Pärssinen (Tolvanen], Lammikko) — 61 min 24 s | 0-1 1-1 1-2 1-3 2-3 3-3 4-3 | K. Bozon (Spinozzi, T. Bozon) — 28 min 1 s (SN) - T. Bozon (Perret, Bellemare) — 50 min 57 s (SN) Perret (Bellemare) — 57 min 18 s (CV) - | Arbitrage : Michael Campbell et Mikael Holm Juges de lignes : Albert Ankerstjerne et Dominik Schlegel |
| Larmi            | Gardiens | Keller                      | | Arbitrage : Michael Campbell et Mikael Holm Juges de lignes : Albert Ankerstjerne et Dominik Schlegel |
| 6 min            | Pénalités | 4 min                       | | Arbitrage : Michael Campbell et Mikael Holm Juges de lignes : Albert Ankerstjerne et Dominik Schlegel |
| 51               | Tirs | 19                          | | Arbitrage : Michael Campbell et Mikael Holm Juges de lignes : Albert Ankerstjerne et Dominik Schlegel |

| 12 mai | Autriche | 3-2 (TB) (2-0, 0-1, 0-1, 0-0, 1-0) | Slovaquie | Avicii Arena 4 375 spectateurs |

| Feuille de match | Feuille de match                                                                                             | Feuille de match    | Feuille de match                                               | Feuille de match                                                                                     |
| ---------------- | --- | ------------------- | -------------------------------------------------------------- | --- |
|                  | Schneider (Wolf, Kasper) — 7 min 33 s Kasper (Schneider, Unterweger) — 11 min 22 s - Schneider — 65 min (TB) | 1-0 2-0 2-1 2-2 3-2 | - Honzek — 26 min 15 s Sukeľ (Takáč, Čajkovič) — 50 min 53 s - | Arbitrage : Mads Frandsen et Michael Tscherrig Juges de lignes : Ludvig Lundgren et Dominic Schlegel |
| Kickert          | Gardiens | Hlavaj              |                                                                | Arbitrage : Mads Frandsen et Michael Tscherrig Juges de lignes : Ludvig Lundgren et Dominic Schlegel |
| 8 min            | Pénalités | 4 min               |                                                                | Arbitrage : Mads Frandsen et Michael Tscherrig Juges de lignes : Ludvig Lundgren et Dominic Schlegel |
| 22               | Tirs | 33                  |                                                                | Arbitrage : Mads Frandsen et Michael Tscherrig Juges de lignes : Ludvig Lundgren et Dominic Schlegel |

| 12 mai | Finlande | 1-2 (0-1, 0-1, 1-0) | Suède | Avicii Arena 12 530 spectateurs |

| Feuille de match | Feuille de match                             | Feuille de match | Feuille de match                                                                  | Feuille de match                                                                              |
| ---------------- | -------------------------------------------- | ---------------- | --------------------------------------------------------------------------------- | --------------------------------------------------------------------------------------------- |
|                  | - Pesonen (Lehtonen, Björninen) — 53 min 4 s | 0-1 0-2 1-2      | Carlsson (Gustafsson, Raymond) — 4 min 45 s (SN) Brodin (Raymond) — 27 min 23 s - | Arbitrage : Sean MacFarlane et André Schrader Juges de lignes : Jake Davis et Shane Gustafson |
| Saros            | Gardiens                                     | Markström        |                                                                                   | Arbitrage : Sean MacFarlane et André Schrader Juges de lignes : Jake Davis et Shane Gustafson |
| 8 min            | Pénalités                                    | 2 min            |                                                                                   | Arbitrage : Sean MacFarlane et André Schrader Juges de lignes : Jake Davis et Shane Gustafson |
| 19               | Tirs                                         | 41               |                                                                                   | Arbitrage : Sean MacFarlane et André Schrader Juges de lignes : Jake Davis et Shane Gustafson |

| 13 mai | Slovénie | 2-5 (0-0, 2-4, 0-1) | Lettonie | Avicii Arena 3 423 spectateurs |

| Feuille de match | Feuille de match                                          | Feuille de match            | Feuille de match | Feuille de match                                                                                    |
| ---------------- | --------------------------------------------------------- | --------------------------- | --- | --------------------------------------------------------------------------------------------------- |
|                  | Mahkovec (Simšič) — 22 min 40 s - Gregorc — 32 min 54 s - | 1–0 1–1 1–2 1–3 2–3 2–4 2–5 | - Rubīns (Egle, Andersons) — 28 min 50 s Ravinskis (Tralmaks, Jaks) — 32 min 2 s Dzierkals (Andersons) — 32 min 23 s - Ločmelis (Mamčics, Tralmaks) — 33 min 45 s Tralmaks (Rubīns) — 54 min 16 s | Arbitrage : Michael Campbell et Mikael Holm Juges de lignes : Albert Ankerstjerne et Tommi Niittylä |
| Horák            | Gardiens                                                  | Gudļevskis                  | | Arbitrage : Michael Campbell et Mikael Holm Juges de lignes : Albert Ankerstjerne et Tommi Niittylä |
| 0 min            | Pénalités                                                 | 4 min                       | | Arbitrage : Michael Campbell et Mikael Holm Juges de lignes : Albert Ankerstjerne et Tommi Niittylä |
| 18               | Tirs                                                      | 24                          | | Arbitrage : Michael Campbell et Mikael Holm Juges de lignes : Albert Ankerstjerne et Tommi Niittylä |

| 13 mai | Canada | 5-0 (2-0, 1-0, 2-0) | France | Avicii Arena 4 124 spectateurs |

| Feuille de match | Feuille de match | Feuille de match    | Feuille de match | Feuille de match                                                                    |
| ---------------- | --- | ------------------- | ---------------- | ----------------------------------------------------------------------------------- |
|                  | Horvat (Foerster) — 6 min 32 s Cuylle (Johnson, O'Reilly) — 12 min 11 s Crosby (Montour) — 37 min 31 s Horvat (Konecny, MacKinnon) — 43 min 57 s (SN) Montour (Hayton, Schenn) — 51 min 5 s | 1-0 2-0 3-0 4-0 5-0 |                  | Arbitrage : Jan Hribik et Jan Hribik Juges de lignes : Jiří Ondráček et Dāvis Zunde |
| Binnington       | Gardiens | Junca               |                  | Arbitrage : Jan Hribik et Jan Hribik Juges de lignes : Jiří Ondráček et Dāvis Zunde |
| 2 min            | Pénalités | 4 min               |                  | Arbitrage : Jan Hribik et Jan Hribik Juges de lignes : Jiří Ondráček et Dāvis Zunde |
| 36               | Tirs | 15                  |                  | Arbitrage : Jan Hribik et Jan Hribik Juges de lignes : Jiří Ondráček et Dāvis Zunde |

| 14 mai | Slovaquie | 2-1 (0-0, 1-1, 1-0) | France | Avicii Arena 2 915 spectateurs |

| Feuille de match           | Feuille de match                                                                           | Feuille de match | Feuille de match                         | Feuille de match                                                                              |
| -------------------------- | ------------------------------------------------------------------------------------------ | ---------------- | ---------------------------------------- | --------------------------------------------------------------------------------------------- |
|                            | Chromiak (Honzek, Dvorský) — 29 min 32 s - Rosandić (Čajkovič, Krištof) — 49 min 13 s (SN) | 1-0 1-1 2-1      | - Boudon (Dair, Treille) — 34 min 34 s - | Arbitrage : Michael Campbell et André Schrader Juges de lignes : Jake Davis et Tommi Niittylä |
| [[[Samuel Hlavaj\|Hlavaj]] | Gardiens                                                                                   | Keller           |                                          | Arbitrage : Michael Campbell et André Schrader Juges de lignes : Jake Davis et Tommi Niittylä |
| 56 min                     | Pénalités                                                                                  | 35 min           |                                          | Arbitrage : Michael Campbell et André Schrader Juges de lignes : Jake Davis et Tommi Niittylä |
| 35                         | Tirs                                                                                       | 20               |                                          | Arbitrage : Michael Campbell et André Schrader Juges de lignes : Jake Davis et Tommi Niittylä |

| 14 mai | Lettonie | 0-6 (0-0, 0-2, 0-4) | Suède | Avicii Arena 12 533 spectateurs |

| Feuille de match | Feuille de match | Feuille de match        | Feuille de match | Feuille de match                                                                                     |
| ---------------- | ---------------- | ----------------------- | --- | --- |
|                  |                  | 0–1 0–2 0–3 0–4 0–5 0–6 | Andersson (Lindholm) — 30 min 15 s Bengtsson (Wennberg, Brodin) — 30 min 27 s Raymond (Carlsson, Lundeström) — 40 min 36 s Larsson (Frödén, Carlsson) — 48 min 32 s Zibanejad (Wennberg, Brodin) — 50 min 46 s Lindholm (Frödén, Raymond) — 58 min 49 s (SN) | Arbitrage : Mikko Kaukokari et Michael Tscherrig Juges de lignes : Jiří Ondráček et Dominic Schlegel |
| Gudļevskis       | Gardiens         | Ersson                  | | Arbitrage : Mikko Kaukokari et Michael Tscherrig Juges de lignes : Jiří Ondráček et Dominic Schlegel |
| 10 min           | Pénalités        | 4 min                   | | Arbitrage : Mikko Kaukokari et Michael Tscherrig Juges de lignes : Jiří Ondráček et Dominic Schlegel |
| 20               | Tirs             | 27                      | | Arbitrage : Mikko Kaukokari et Michael Tscherrig Juges de lignes : Jiří Ondráček et Dominic Schlegel |

| 15 mai | Finlande | 9-1 (3-0, 4-1, 2-0) | Slovénie | Avicii Arena 3 875 spectateurs |

| Feuille de match | Feuille de match | Feuille de match                        | Feuille de match                     | Feuille de match                                                                         |
| ---------------- | --- | --------------------------------------- | ------------------------------------ | ---------------------------------------------------------------------------------------- |
|                  | Lehtonen (Erholtz, Pesonen) — 2 min 43 s Lehtonen (Teräväinen, Saarijärvi) — 7 min 26 s Saarijärvi (Hämeenaho, Puistola) — 11 min 33 s - Tolvanen (Teräväinen, Lammikko) — 26 min 52 s Hämeenaho (Merelä, Pärssinen) — 28 min 32 s Tolvanen (Teräväinen, Saarijärvi) — 35 min 42 s Tolvanen (Teräväinen, Leppänen) — 39 min 35 s Matinpalo (Teräväinen) — 42 min 28 s (IN) Tolvanen (Teräväinen, Salo) — 52 min 54 s | 1–0 2–0 3–0 3–1 4–1 5–1 6–1 7–1 8–1 9–1 | - Mašič (Mahkovec, Drozg) — 24 min - | Arbitrage : Mads Frandsen et Jan Hribik Juges de lignes : Ludvig Lundgren et Dāvis Zunde |
| Saros            | Gardiens | Pintarič Horak                          |                                      | Arbitrage : Mads Frandsen et Jan Hribik Juges de lignes : Ludvig Lundgren et Dāvis Zunde |
| 2 min            | Pénalités | 4 min                                   |                                      | Arbitrage : Mads Frandsen et Jan Hribik Juges de lignes : Ludvig Lundgren et Dāvis Zunde |
| 37               | Tirs | 17                                      |                                      | Arbitrage : Mads Frandsen et Jan Hribik Juges de lignes : Ludvig Lundgren et Dāvis Zunde |

| 15 mai | Canada | 5-1 (0-1, 2-0, 3-0) | Autriche | Avicii Arena 5 259 spectateurs |

| Feuille de match | Feuille de match | Feuille de match        | Feuille de match                             | Feuille de match                                                                                    |
| ---------------- | --- | ----------------------- | -------------------------------------------- | --------------------------------------------------------------------------------------------------- |
|                  | - MacKinnon (Montour, Horvat) — 21 min 59 s (SN) MacKinnon (Montour, Danault) — 33 min 10 s (JS) Konecny (Cuylle, Dobson) — 48 min 32 s Cuylle (Konecny, Montour) — 51 min 42 s Crosby (Horvat, MacKinnon) — 58 min 27 s | 0–1 1–1 2–1 3–1 4–1 5–1 | Rohrer (Lebler, Baumgartner) — 11 min 20 s - | Arbitrage : Mikael Holm et Sean MacFarlane Juges de lignes : Albert Ankerstjerne et Shane Gustafson |
| Fleury           | Gardiens | Vorauer                 |                                              | Arbitrage : Mikael Holm et Sean MacFarlane Juges de lignes : Albert Ankerstjerne et Shane Gustafson |
| 4 min            | Pénalités | 4 min                   |                                              | Arbitrage : Mikael Holm et Sean MacFarlane Juges de lignes : Albert Ankerstjerne et Shane Gustafson |
| 52               | Tirs | 16                      |                                              | Arbitrage : Mikael Holm et Sean MacFarlane Juges de lignes : Albert Ankerstjerne et Shane Gustafson |

| 16 mai | Autriche | 5-2 (3-0, 0-0, 2-2) | France | Avicii Arena 4 873 spectateurs |

| Feuille de match | Feuille de match | Feuille de match            | Feuille de match                                                                                 | Feuille de match                                                                                   |
| ---------------- | --- | --------------------------- | ------------------------------------------------------------------------------------------------ | -------------------------------------------------------------------------------------------------- |
|                  | Kasper (Zwerger, Unterweger) — 39 s Rohrer (Haudum, Lebler) — 7 min 58 s Schnetzer — 15 min 30 s - Kasper (Zwerger, Rohrer) — 57 min 56 s (CV) - Schneider (Zwerger) — 59 min 9 s (CV) | 1-0 2-0 3-0 3-1 4-1 4-2 5-2 | - Perret (Bellemare, Texier) — 50 min 9 s (SN) - Bellemare (Texier, Perret) — 58 min 26 s (SN) - | Arbitrage : Mikko Kaukokari et André Schrader Juges de lignes : Tommi Niittylä et Dominic Schlegel |
| Kickert          | Gardiens | Keller Papillon             |                                                                                                  | Arbitrage : Mikko Kaukokari et André Schrader Juges de lignes : Tommi Niittylä et Dominic Schlegel |
| 14 min           | Pénalités | 6 min                       |                                                                                                  | Arbitrage : Mikko Kaukokari et André Schrader Juges de lignes : Tommi Niittylä et Dominic Schlegel |
| 24               | Tirs | 23                          |                                                                                                  | Arbitrage : Mikko Kaukokari et André Schrader Juges de lignes : Tommi Niittylä et Dominic Schlegel |

| 16 mai | Suède | 4-0 (0-0, 2-0, 2-0) | Slovénie | Avicii Arena 12 530 spectateurs |

| Feuille de match | Feuille de match | Feuille de match | Feuille de match | Feuille de match                                                                                          |
| ---------------- | --- | ---------------- | ---------------- | --- |
|                  | Lindholm (Backlund, Gustafsson) — 25 min 4 s Lindholm (Pettersson, Forsberg) — 38 min 5 s Lindholm (Brodin, Larsson) — 51 min 13 s Johansson (Gustafsson, Edvinsson) — 56 min 8 s | 1-0 2-0 3-0 4-0  |                  | Arbitrage : Sean MacFarlane et Michael Tscherrig Juges de lignes : Albert Ankerstjerne et Shane Gustafson |
| Markström        | Gardiens | Horak            |                  | Arbitrage : Sean MacFarlane et Michael Tscherrig Juges de lignes : Albert Ankerstjerne et Shane Gustafson |
| 2 min            | Pénalités | 6 min            |                  | Arbitrage : Sean MacFarlane et Michael Tscherrig Juges de lignes : Albert Ankerstjerne et Shane Gustafson |
| 60               | Tirs | 9                |                  | Arbitrage : Sean MacFarlane et Michael Tscherrig Juges de lignes : Albert Ankerstjerne et Shane Gustafson |

| 17 mai | Finlande | 2-1 (0-0, 1-0, 1-1) | Lettonie | Avicii Arena 12 530 spectateurs |

| Feuille de match | Feuille de match                                                                                   | Feuille de match | Feuille de match                          | Feuille de match                                                                          |
| ---------------- | -------------------------------------------------------------------------------------------------- | ---------------- | ----------------------------------------- | ----------------------------------------------------------------------------------------- |
|                  | Pärssinen (Hämeenaho, Leppänen) — 27 min 37 s Lehtonen (Teräväinen, Tolvanen) — 50 min 55 s (SN) - | 1-0 2-0 2-1      | - Ābols (Balcers, Freibergs) — 55 min 9 s | Arbitrage : Michael Campbell et Mikael Holm Juges de lignes : Jake Davis et Jiří Ondráček |
| Saros            | Gardiens                                                                                           | Gudļevskis       |                                           | Arbitrage : Michael Campbell et Mikael Holm Juges de lignes : Jake Davis et Jiří Ondráček |
| 12 min           | Pénalités                                                                                          | 18 min           |                                           | Arbitrage : Michael Campbell et Mikael Holm Juges de lignes : Jake Davis et Jiří Ondráček |
| 23               | Tirs                                                                                               | 35               |                                           | Arbitrage : Michael Campbell et Mikael Holm Juges de lignes : Jake Davis et Jiří Ondráček |

| 17 mai | France | 0-4 (0-2, 0-1, 0-1) | Suède | Avicii Arena 12 530 spectateurs |

| Feuille de match | Feuille de match | Feuille de match | Feuille de match | Feuille de match                                                                        |
| ---------------- | ---------------- | ---------------- | --- | --------------------------------------------------------------------------------------- |
|                  |                  | 0-1 0-2 0-3 0-4  | Raymond (Carlsson, Lundeström) — 13 min 27 s Heineman (Bengtsson, Brodin) — 14 min 25 s Lindholm (Backlund, Raymond) — 24 min 39 s (SN) Lundeström (Forsberg, Gustafsson) — 44 min 5 s | Arbitrage : Mads Frandsen et Jan Hribik Juges de lignes : Tommi Niittylä et Dāvis Zunde |
| Keller           | Gardiens         | Ersson           | | Arbitrage : Mads Frandsen et Jan Hribik Juges de lignes : Tommi Niittylä et Dāvis Zunde |
| 8 min            | Pénalités        | 10 min           | | Arbitrage : Mads Frandsen et Jan Hribik Juges de lignes : Tommi Niittylä et Dāvis Zunde |
| 15               | Tirs             | 36               | | Arbitrage : Mads Frandsen et Jan Hribik Juges de lignes : Tommi Niittylä et Dāvis Zunde |

| 17 mai | Canada | 7-0 (2-0, 3-0, 2-0) | Slovaquie | Avicii Arena 12 530 spectateurs |

| Feuille de match | Feuille de match | Feuille de match            | Feuille de match | Feuille de match                                                                                     |
| ---------------- | --- | --------------------------- | ---------------- | --- |
|                  | Montour (Konecny, Crosby) — 14 min 44 s (SN) Foerster (Evans, Celebrini) — 15 min 48 s Crosby (Celebrini, Montour) — 23 min 25 s Celebrini (Crosby, Matheson) — 38 min 8 s MacKinnon (Horvat, Matheson) — 38 min 59 s Crosby (Dobson, Konecny) — 46 min 58 s MacKinnon (Cuylle) — 48 min 34 s | 1–0 2–0 3–0 4–0 5–0 6–0 7–0 |                  | Arbitrage : Mikko Kaukokari et Sean MacFarlane Juges de lignes : Ludvig Lundgren et Dominic Schlegel |
| Binnington       | Gardiens | Rybár Húska                 |                  | Arbitrage : Mikko Kaukokari et Sean MacFarlane Juges de lignes : Ludvig Lundgren et Dominic Schlegel |
| 6 min            | Pénalités | 10 min                      |                  | Arbitrage : Mikko Kaukokari et Sean MacFarlane Juges de lignes : Ludvig Lundgren et Dominic Schlegel |
| 44               | Tirs | 14                          |                  | Arbitrage : Mikko Kaukokari et Sean MacFarlane Juges de lignes : Ludvig Lundgren et Dominic Schlegel |

| 18 mai | Slovénie | 2-3 (TB) (1-1, 0-0, 1-1, 0-0, 0-1) | Autriche | Avicii Arena 3 457 spectateurs |

| Feuille de match | Feuille de match                                                                         | Feuille de match    | Feuille de match                                                                                  | Feuille de match                                                                            |
| ---------------- | ---------------------------------------------------------------------------------------- | ------------------- | ------------------------------------------------------------------------------------------------- | ------------------------------------------------------------------------------------------- |
|                  | Gregorc (Mahkovec, Ograjenšek) — 9 min 53 s (SN) - Sabolič (Ćosić, Török) — 53 min 1 s - | 1-0 1-1 1-2 2-2 2-3 | - Zwerger (Schneider) — 13 min 49 s Lebler (Haudum, Zwerger) — 50 min 20 s - Haudum — 65 min (TB) | Arbitrage : André Schrader et Michael Tscherrig Juges de lignes : Jake Davis et Dāvis Zunde |
| Horak            | Gardiens                                                                                 | Kickert             |                                                                                                   | Arbitrage : André Schrader et Michael Tscherrig Juges de lignes : Jake Davis et Dāvis Zunde |
| 10 min           | Pénalités                                                                                | 10 min              |                                                                                                   | Arbitrage : André Schrader et Michael Tscherrig Juges de lignes : Jake Davis et Dāvis Zunde |
| 16               | Tirs                                                                                     | 33                  |                                                                                                   | Arbitrage : André Schrader et Michael Tscherrig Juges de lignes : Jake Davis et Dāvis Zunde |

| 18 mai | Slovaquie | 1-5 (1-1, 0-3, 0-1) | Lettonie | Avicii Arena 7 894 spectateurs |

| Feuille de match | Feuille de match                              | Feuille de match        | Feuille de match | Feuille de match                                                                                    |
| ---------------- | --------------------------------------------- | ----------------------- | --- | --------------------------------------------------------------------------------------------------- |
|                  | - Čederle (Takáč, Kňažko) — 9 min 16 s (SN) - | 0-1 1-1 1-2 1-3 1-4 1-5 | Egle (Andersons, Jaks) — 2 min 44 s - Ločmelis (Tralmaks) — 21 min 31 s Bukarts — 25 min 52 s Andersons (Laviņš, Egle) — 34 min 29 s Ābols (Daugaviņš) — 56 min 22 s (CV) | Arbitrage : Michael Campbell et Mikko Kaukokari Juges de lignes : Shane Gustafson et Tommi Niittylä |
| Hlavaj           | Gardiens                                      | Gudļevskis              | | Arbitrage : Michael Campbell et Mikko Kaukokari Juges de lignes : Shane Gustafson et Tommi Niittylä |
| 6 min            | Pénalités                                     | 6 min                   | | Arbitrage : Michael Campbell et Mikko Kaukokari Juges de lignes : Shane Gustafson et Tommi Niittylä |
| 27               | Tirs                                          | 31                      | | Arbitrage : Michael Campbell et Mikko Kaukokari Juges de lignes : Shane Gustafson et Tommi Niittylä |

| 19 mai | France | 1-3 (0-2, 0-0, 1-1) | Slovénie | Avicii Arena 3 273 spectateurs |

| Feuille de match | Feuille de match                        | Feuille de match | Feuille de match                                                                                              | Feuille de match                                                                                   |
| ---------------- | --------------------------------------- | ---------------- | --- | -------------------------------------------------------------------------------------------------- |
|                  | - T. Bozon (Texier) — 58 min 5 s (JS) - | 0-1 0-2 1-2 1-3  | Jezovšek (Mašič, Kapel) — 9 min 22 s (2 SN) Simšič (Kapel, Mahkovec) — 16 min 21 s - Török — 59 min 45 s (CV) | Arbitrage : Mads Frandsen et André Schrader Juges de lignes : Albert Ankerstjerne et Jiří Ondráček |
| Papillon         | Gardiens                                | Horak            | | Arbitrage : Mads Frandsen et André Schrader Juges de lignes : Albert Ankerstjerne et Jiří Ondráček |
| 8 min            | Pénalités                               | 4 min            | | Arbitrage : Mads Frandsen et André Schrader Juges de lignes : Albert Ankerstjerne et Jiří Ondráček |
| 29               | Tirs                                    | 25               | | Arbitrage : Mads Frandsen et André Schrader Juges de lignes : Albert Ankerstjerne et Jiří Ondráček |

| 19 mai | Canada | 1-2 (TB) (0-0, 1-0, 0-1, 0-0, 0-1) | Finlande | Avicii Arena 12 530 spectateurs |

| Feuille de match | Feuille de match                       | Feuille de match | Feuille de match                                                      | Feuille de match                                                                       |
| ---------------- | -------------------------------------- | ---------------- | --------------------------------------------------------------------- | -------------------------------------------------------------------------------------- |
|                  | O'Reilly (Dobson) — 37 min 57 s (IN) - | 1-0 1-1 1-2      | - Puistola (Matinpalo, Björninen) — 47 min 1 s Tolvanen — 65 min (TB) | Arbitrage : Mikael Holm et Jan Hribik Juges de lignes : Ludvig Lundgren et Dāvis Zunde |
| Fleury           | Gardiens                               | Saros            |                                                                       | Arbitrage : Mikael Holm et Jan Hribik Juges de lignes : Ludvig Lundgren et Dāvis Zunde |
| 8 min            | Pénalités                              | 4 min            |                                                                       | Arbitrage : Mikael Holm et Jan Hribik Juges de lignes : Ludvig Lundgren et Dāvis Zunde |
| 38               | Tirs                                   | 22               |                                                                       | Arbitrage : Mikael Holm et Jan Hribik Juges de lignes : Ludvig Lundgren et Dāvis Zunde |

| 20 mai | Lettonie | 1-6 (0-1, 1-2, 0-3) | Autriche | Avicii Arena 4 973 spectateurs |

| Feuille de match | Feuille de match                                | Feuille de match            | Feuille de match | Feuille de match                                                                              |
| ---------------- | ----------------------------------------------- | --------------------------- | --- | --------------------------------------------------------------------------------------------- |
|                  | - Tralmaks (Ločmelis, Ravinskis) — 28 min 3 s - | 0-1 0-2 0-3 1-3 1-4 1-5 1-6 | Zwerger (Thaler) — 17 min 8 s Baumgartner (Kasper, Heinrich) — 23 min 57 s (SN) Rohrer — 25 min 38 s - Raffl (Schneider) — 44 min 28 s Zwerger (Schneider, Kasper) — 52 min 29 s Rohrer — 57 min 18 s (IN + CV) | Arbitrage : Jan Hribik et Sean MacFarlane Juges de lignes : Ludvig Lundgren et Tommi Niittylä |
| Gudļevskis       | Gardiens                                        | Kickert                     | | Arbitrage : Jan Hribik et Sean MacFarlane Juges de lignes : Ludvig Lundgren et Tommi Niittylä |
| 6 min            | Pénalités                                       | 8 min                       | | Arbitrage : Jan Hribik et Sean MacFarlane Juges de lignes : Ludvig Lundgren et Tommi Niittylä |
| 29               | Tirs                                            | 24                          | | Arbitrage : Jan Hribik et Sean MacFarlane Juges de lignes : Ludvig Lundgren et Tommi Niittylä |

| 20 mai | Slovaquie | 1-2 (0-1, 0-1, 1-0) | Finlande | Avicii Arena 10 467 spectateurs |

| Feuille de match | Feuille de match                              | Feuille de match | Feuille de match                                                                               | Feuille de match                                                                                   |
| ---------------- | --------------------------------------------- | ---------------- | ---------------------------------------------------------------------------------------------- | -------------------------------------------------------------------------------------------------- |
|                  | - Lantoši (Regenda, Sukeľ) — 54 min 42 s (SN) | 0-1 0-2 1-2      | Puistola (Saarijärvi, Pärssinen) — 5 min 18 s Merelä (Järvinen, Rissanen) — 38 min 17 s (JS) - | Arbitrage : Michael Campbell et Mikael Holm Juges de lignes : Albert Ankerstjerne et Jiří Ondráček |
| Hlavaj           | Gardiens                                      | Larmi            |                                                                                                | Arbitrage : Michael Campbell et Mikael Holm Juges de lignes : Albert Ankerstjerne et Jiří Ondráček |
| 8 min            | Pénalités                                     | 6 min            |                                                                                                | Arbitrage : Michael Campbell et Mikael Holm Juges de lignes : Albert Ankerstjerne et Jiří Ondráček |
| 30               | Tirs                                          | 24               |                                                                                                | Arbitrage : Michael Campbell et Mikael Holm Juges de lignes : Albert Ankerstjerne et Jiří Ondráček |

| 20 mai | Suède | 3-5 (1-3, 1-1, 1-1) | Canada | Avicii Arena 12 530 spectateurs |

| Feuille de match | Feuille de match | Feuille de match                | Feuille de match | Feuille de match                                                                                    |
| ---------------- | --- | ------------------------------- | --- | --------------------------------------------------------------------------------------------------- |
|                  | - Lindholm — 3 min 47 s (IN) - Johansson (Forsberg, Raymond) — 23 min 2 s (2 SN) - Andersson (Johansson, Carlsson) — 56 min 52 s (JS) | 0-1 1-1 1-2 2-2 2-3 2-4 2-5 3-5 | Sanheim (MacKinnon, Konecny) — 18 s - Foerster (Spurgeon, Crosby) — 7 min 15 s - O'Reilly (Konecny, MacKinnon) — 13 min 1 s Celebrini (Crosby, Spurgeon) — 30 min 50 s MacKinnon (Konecny, Evans) — 44 min 11 s - | Arbitrage : Mikko Kaukokari et André Schrader Juges de lignes : Shane Gustafson et Dominic Schlegel |
| Markström        | Gardiens | Binnington                      | | Arbitrage : Mikko Kaukokari et André Schrader Juges de lignes : Shane Gustafson et Dominic Schlegel |
| 10 min           | Pénalités | 14 min                          | | Arbitrage : Mikko Kaukokari et André Schrader Juges de lignes : Shane Gustafson et Dominic Schlegel |
| 18               | Tirs | 21                              | | Arbitrage : Mikko Kaukokari et André Schrader Juges de lignes : Shane Gustafson et Dominic Schlegel |

#### Groupe B

##### Classement
| Clt   | Équipe     | PJ | V | VP | D | DP | BP | BC | Diff | Pts |
| ----- | ---------- | -- | - | -- | - | -- | -- | -- | ---- | --- |
| +001, | Suisse     | 7  | 6 | 0  | 0 | 1  | 34 | 9  | +25  | 19  |
| +002, | États-Unis | 7  | 5 | 1  | 1 | 0  | 34 | 14 | +20  | 17  |
| +003, | Tchéquie   | 7  | 5 | 1  | 1 | 0  | 35 | 14 | +21  | 17  |
| +004, | Danemark   | 7  | 3 | 1  | 3 | 0  | 25 | 24 | +1   | 11  |
| +005, | Allemagne  | 7  | 3 | 0  | 3 | 1  | 20 | 22 | -2   | 10  |
| +006, | Norvège    | 7  | 1 | 0  | 5 | 1  | 13 | 24 | -11  | 4   |
| +007, | Hongrie    | 7  | 1 | 0  | 6 | 0  | 8  | 39 | -31  | 3   |
| +008, | Kazakhstan | 7  | 1 | 0  | 6 | 0  | 9  | 32 | -23  | 3   |

- en gras, qualifié pour les quarts de finale
- en italique, relégué en Division I, groupe A

Nota : les États-Unis et la Tchéquie sont départagés par le match les ayant opposés. Les États-Unis l'ayant emporté, ils sont mieux classés. Il en est de même pour la Hongrie et le Kazakhstan.

##### Matchs
| 9 mai | Suisse | 4-5 (pr) (2-1, 0-2, 2-1, 0-1) | Tchéquie | Jyske Bank Boxen 10 500 spectateurs |

| Feuille de match | Feuille de match | Feuille de match                    | Feuille de match | Feuille de match                                                                             |
| ---------------- | --- | ----------------------------------- | --- | -------------------------------------------------------------------------------------------- |
|                  | Marti (Hofmann, Fora) — 1 min 34 s Riat (Siegenthaler, Kukan) — 17 min 50 s - Schmid (Hofmann) — 41 min 21 s (SN) Andrighetto (Marti, Malgin) — 49 min - | 1–0 2–0 2–1 2–2 2–3 3–3 4–3 4–4 4–5 | - Stránský (Pastrňák, Červenka) — 19 min 41 s (2 SN) Zadina (Krejčík, M. Špaček) — 26 min 1 s Pyrochta (Zadina, D. Špaček) — 35 min 33 s - Sedlák (Hronek, Červenka) — 56 min 13 s (SN) Červenka (Pastrňák, Vejmelka) — 62 min 30 s | Arbitrage : Andris Ansons et Tobias Björk Juges de lignes : Onni Hautamäki et Anders Nyqvist |
| Genoni           | Gardiens | Vejmelka                            | | Arbitrage : Andris Ansons et Tobias Björk Juges de lignes : Onni Hautamäki et Anders Nyqvist |
| 6 min            | Pénalités | 4 min                               | | Arbitrage : Andris Ansons et Tobias Björk Juges de lignes : Onni Hautamäki et Anders Nyqvist |
| 20               | Tirs | 29                                  | | Arbitrage : Andris Ansons et Tobias Björk Juges de lignes : Onni Hautamäki et Anders Nyqvist |

| 9 mai | Danemark | 0-5 (0-1, 0-2, 0-2) | États-Unis | Jyske Bank Boxen 10 500 spectateurs |

| Feuille de match | Feuille de match | Feuille de match    | Feuille de match | Feuille de match                                                                                  |
| ---------------- | ---------------- | ------------------- | --- | ------------------------------------------------------------------------------------------------- |
|                  |                  | 0–1 0–2 0–3 0–4 0–5 | Gauthier (Kesselring) — 17 min 52 s Cooley (Garland, Thompson) — 23 min 59 s (SN) Beniers (Peeke, Lohrei) — 28 min 32 s Lohrei (Kesselring) — 49 min 31 s Beniers (Gauthier, Smith) — 56 min 16 s | Arbitrage : Christoffer Holm et Miko Kaukokari Juges de lignes : Oto Durmis et Tarrington Wyonzek |
| Dichow           | Gardiens         | Daccord             | | Arbitrage : Christoffer Holm et Miko Kaukokari Juges de lignes : Oto Durmis et Tarrington Wyonzek |
| 8 min            | Pénalités        | 6 min               | | Arbitrage : Christoffer Holm et Miko Kaukokari Juges de lignes : Oto Durmis et Tarrington Wyonzek |
| 26               | Tirs             | 48                  | | Arbitrage : Christoffer Holm et Miko Kaukokari Juges de lignes : Oto Durmis et Tarrington Wyonzek |

| 10 mai | Norvège | 1-2 (1-0, 0-1, 0-1) | Kazakhstan | Jyske Bank Boxen 3 588 spectateurs |

| Feuille de match | Feuille de match                 | Feuille de match | Feuille de match                                          | Feuille de match                                                                                |
| ---------------- | -------------------------------- | ---------------- | --------------------------------------------------------- | ----------------------------------------------------------------------------------------------- |
|                  | Johannesen (Elvsveen, Salsten) - | 1-0 1-1 1-2      | - Startşenko (Mihailis, Orehov) Volkov (Äsetov, Qaiyrjan) | Arbitrage : Peter Stano et Kristian Vikman Juges de lignes : Danny Beresford et Patrick Laguzov |
| Normann          | Gardiens                         | Pavlenko         |                                                           | Arbitrage : Peter Stano et Kristian Vikman Juges de lignes : Danny Beresford et Patrick Laguzov |
| 8 min            | Pénalités                        | 8 min            |                                                           | Arbitrage : Peter Stano et Kristian Vikman Juges de lignes : Danny Beresford et Patrick Laguzov |
| 31               | Tirs                             | 21               |                                                           | Arbitrage : Peter Stano et Kristian Vikman Juges de lignes : Danny Beresford et Patrick Laguzov |

| 10 mai | Allemagne | 6-1 (2-0, 2-0, 2-1) | Hongrie | Jyske Bank Boxen 6 184 spectateurs |

| Feuille de match | Feuille de match | Feuille de match            | Feuille de match                           | Feuille de match                                                                                  |
| ---------------- | --- | --------------------------- | ------------------------------------------ | ------------------------------------------------------------------------------------------------- |
|                  | Kahun (Schütz, Stachowiak) — 10 min 54 s Samanski (Reichel) — 16 min 9 s Kalble (Kastner) — 34 min 9 s Tiffels (Reichel, Samanski) — 39 min 44 s Ehl (Hager, Müller) — 45 min 54 s - Kahun (Schütz, Stachowiak) — 59 min 9 s | 1–0 2–0 3–0 4–0 5–0 5–1 6–1 | - Ambrus (Ortenszky, Hári) — 48 min 29 s - | Arbitrage : Mikko Kaukokari et Christian Ofner Juges de lignes : Onni Hautamäki et Anders Nyqvist |
| Grubauer         | Gardiens | Bálizs                      |                                            | Arbitrage : Mikko Kaukokari et Christian Ofner Juges de lignes : Onni Hautamäki et Anders Nyqvist |
| 4 min            | Pénalités | 8 min                       |                                            | Arbitrage : Mikko Kaukokari et Christian Ofner Juges de lignes : Onni Hautamäki et Anders Nyqvist |
| 35               | Tirs | 19                          |                                            | Arbitrage : Mikko Kaukokari et Christian Ofner Juges de lignes : Onni Hautamäki et Anders Nyqvist |

| 10 mai | Danemark | 2-5 (0-1, 2-2, 0-2) | Suisse | Jyske Bank Boxen 10 095 spectateurs |

| Feuille de match | Feuille de match                                                                | Feuille de match            | Feuille de match | Feuille de match                                                                        |
| ---------------- | ------------------------------------------------------------------------------- | --------------------------- | --- | --------------------------------------------------------------------------------------- |
|                  | - Fisker Mølgaard — 22 min 9 s (IN) Blichfeld (Aagaard, Olesen) — 28 min 59 s - | 0–1 1–1 2–1 2–2 2–3 2–4 2–5 | Hischier (Marti, Fora) — 14 min 41 s - Moy (Hischier, Meier) — 35 min 40 s Moy (Meier) — 38 min 34 s Riat (Moy, Schmid) — 45 min 19 s (SN) Hischier (Schmid) — 58 min 49 s (CV) | Arbitrage : Mikael Holm et Mike Langin Juges de lignes : Nick Briganti et Jiří Ondráček |
| Dahm             | Gardiens                                                                        | Charlin                     | | Arbitrage : Mikael Holm et Mike Langin Juges de lignes : Nick Briganti et Jiří Ondráček |
| 8 min            | Pénalités                                                                       | 8 min                       | | Arbitrage : Mikael Holm et Mike Langin Juges de lignes : Nick Briganti et Jiří Ondráček |
| 15               | Tirs                                                                            | 35                          | | Arbitrage : Mikael Holm et Mike Langin Juges de lignes : Nick Briganti et Jiří Ondráček |

| 11 mai | États-Unis | 6-0 (2-0, 1-0, 3-0) | Hongrie | Jyske Bank Boxen 4 041 spectateurs |

| Feuille de match | Feuille de match | Feuille de match        | Feuille de match | Feuille de match                                                                              |
| ---------------- | --- | ----------------------- | ---------------- | --------------------------------------------------------------------------------------------- |
|                  | Nazar (Cooley, Garland) — 14 min 7 s Nazar (Pinto, Lohrei) — 16 min 54 s Gauthier (Beniers, Smith) — 30 min 2 s Gauthier (Smith, Vlasic) — 41 min 13 s Garland (Pinto, Nazar) — 41 min 54 s Cooley (Keller, Thompson) — 54 min 26 s | 1–0 2–0 3–0 4–0 5–0 6–0 |                  | Arbitrage : Andris Ansons et Peter Stano Juges de lignes : Danny Beresford et Patrick Laguzov |
| Swayman          | Gardiens | Vay                     |                  | Arbitrage : Andris Ansons et Peter Stano Juges de lignes : Danny Beresford et Patrick Laguzov |
| 4 min            | Pénalités | 6 min                   |                  | Arbitrage : Andris Ansons et Peter Stano Juges de lignes : Danny Beresford et Patrick Laguzov |
| 39               | Tirs | 13                      |                  | Arbitrage : Andris Ansons et Peter Stano Juges de lignes : Danny Beresford et Patrick Laguzov |

| 11 mai | Allemagne | 4-1 (1-1, 1-0, 2-0) | Kazakhstan | Jyske Bank Boxen 4 733 spectateurs |

| Feuille de match | Feuille de match | Feuille de match    | Feuille de match                  | Feuille de match                                                                                  |
| ---------------- | --- | ------------------- | --------------------------------- | ------------------------------------------------------------------------------------------------- |
|                  | - Kastner (Ehl, Seider) — 13 min 9 s Stachowiak (Kahun, Schütz) — 34 min 53 s Reichel (Tiffels, Kälble) — 41 min 49 s Kalble (Ehl, Kastner) — 45 min 33 s | 0-1 1-1 2-1 3-1 4-1 | Mihailis (Şestakov) — 3 min 5 s - | Arbitrage : Tobias Björk et Christian Ofner Juges de lignes : Jiří Ondráček et Tarrington Wyonzek |
| Niederberger     | Gardiens | Pavlenko            |                                   | Arbitrage : Tobias Björk et Christian Ofner Juges de lignes : Jiří Ondráček et Tarrington Wyonzek |
| 4 min            | Pénalités | 0 min               |                                   | Arbitrage : Tobias Björk et Christian Ofner Juges de lignes : Jiří Ondráček et Tarrington Wyonzek |
| 33               | Tirs | 21                  |                                   | Arbitrage : Tobias Björk et Christian Ofner Juges de lignes : Jiří Ondráček et Tarrington Wyonzek |

| 11 mai | Norvège | 1-2 (0-0, 1-2, 0-0) | Tchéquie | Jyske Bank Boxen 4 791 spectateurs |

| Feuille de match | Feuille de match                             | Feuille de match | Feuille de match                                                                | Feuille de match                                                                         |
| ---------------- | -------------------------------------------- | ---------------- | ------------------------------------------------------------------------------- | ---------------------------------------------------------------------------------------- |
|                  | - Solberg (Berglund, Salsten) — 28 min 3 s - | 0-1 1-1 1-2      | Flek (Krejčík, Lauko) — 22 min 14 s - Pastrňák (Červenka, Hronek) — 33 min 20 s | Arbitrage : Mike Langin et Kristian Vikman Juges de lignes : Nick Briganti et Oto Durmis |
| Arntzen          | Gardiens                                     | Vejmelka         |                                                                                 | Arbitrage : Mike Langin et Kristian Vikman Juges de lignes : Nick Briganti et Oto Durmis |
| 6 min            | Pénalités                                    | 6 min            |                                                                                 | Arbitrage : Mike Langin et Kristian Vikman Juges de lignes : Nick Briganti et Oto Durmis |
| 23               | Tirs                                         | 33               |                                                                                 | Arbitrage : Mike Langin et Kristian Vikman Juges de lignes : Nick Briganti et Oto Durmis |

| 12 mai | États-Unis | 0-3 (0-2, 0-0, 0-1) | Suisse | Jyske Bank Boxen 5 741 spectateurs |

| Feuille de match | Feuille de match | Feuille de match | Feuille de match                                                                                             | Feuille de match                                                                            |
| ---------------- | ---------------- | ---------------- | --- | ------------------------------------------------------------------------------------------- |
|                  |                  | 0-1 0-2 0-3      | Riat (Berni) — 12 min 46 s Siegenthaler (Fiala, Moy) — 15 min 59 s Kukan (Malgin, Andrighetto) — 51 min 51 s | Arbitrage : Tobias Björk et Mike Langin Juges de lignes : Patrick Laguzov et Anders Nyqvist |
| Daccord          | Gardiens         | Genoni           | | Arbitrage : Tobias Björk et Mike Langin Juges de lignes : Patrick Laguzov et Anders Nyqvist |
| 4 min            | Pénalités        | 4 min            | | Arbitrage : Tobias Björk et Mike Langin Juges de lignes : Patrick Laguzov et Anders Nyqvist |
| 23               | Tirs             | 27               | | Arbitrage : Tobias Björk et Mike Langin Juges de lignes : Patrick Laguzov et Anders Nyqvist |

| 12 mai | Tchéquie | 7-2 (0-0, 4-1, 3-1) | Danemark | Jyske Bank Boxen 9 882 spectateurs |

| Feuille de match | Feuille de match | Feuille de match                    | Feuille de match                                                                 | Feuille de match                                                                                  |
| ---------------- | --- | ----------------------------------- | -------------------------------------------------------------------------------- | ------------------------------------------------------------------------------------------------- |
|                  | Nečas (Beránek, Hronek) — 23 min 35 s Gazda (Kodýtek, Beránek) — 24 min 33 s Pastrňák (Sedlák, Vladař) — 33 min 52 s Sedlák (Pastrňák, Hronek) — 36 min 21 s - Nečas (Zadina, M. Špaček) — 44 min 32 s - Voženílek (Flek, Lauko) — 57 min 43 s (CV) Červenka (Pastrňák, Sedlák) — 59 min 1 s | 1-0 2-0 3-0 4-0 4-1 5-1 5-2 6-2 7-2 | - Olesen (Russel, Jensen) — 38 min 47 s - Wejse (Jensen, Olesen) — 46 min 24 s - | Arbitrage : Peter Stano et Krsitian Vikman Juges de lignes : Onni Hautamäki et Tarrington Wyonzek |
| Vladař           | Gardiens | Dichow                              |                                                                                  | Arbitrage : Peter Stano et Krsitian Vikman Juges de lignes : Onni Hautamäki et Tarrington Wyonzek |
| 8 min            | Pénalités | 8 min                               |                                                                                  | Arbitrage : Peter Stano et Krsitian Vikman Juges de lignes : Onni Hautamäki et Tarrington Wyonzek |
| 33               | Tirs | 31                                  |                                                                                  | Arbitrage : Peter Stano et Krsitian Vikman Juges de lignes : Onni Hautamäki et Tarrington Wyonzek |

| 13 mai | Norvège | 2-5 (1-2, 0-2, 1-1) | Allemagne | Jyske Bank Boxen 3 622 spectateurs |

| Feuille de match | Feuille de match                                                                                         | Feuille de match            | Feuille de match | Feuille de match                                                                             |
| ---------------- | --- | --------------------------- | --- | -------------------------------------------------------------------------------------------- |
|                  | - Martinsen (Brandsegg-Nygård, Johannesen) — 19 min 50 s (SN) - Berglund (Salsten, Olsen) — 47 min 7 s - | 0-1 0-2 1-2 1-3 1-4 2-4 2-5 | Ehliz (Stützle, Michaelis) — 4 min 51 s Michaelis (Ehliz, Wagner) — 16 min 10 s (IN) - Stachowiak (Kahun) — 24 min 56 s Samanski (Reichel, Kälble) — 26 min 46 s - Tiffels (Kahun, Stützle) — 59 min 43 s (SN + CV) | Arbitrage : Andris Ansons et Riku Brander Juges de lignes : Danny Beresford et Nick Briganti |
| Arntzen          | Gardiens                                                                                                 | Grubauer                    | | Arbitrage : Andris Ansons et Riku Brander Juges de lignes : Danny Beresford et Nick Briganti |
| 12 min           | Pénalités                                                                                                | 8 min                       | | Arbitrage : Andris Ansons et Riku Brander Juges de lignes : Danny Beresford et Nick Briganti |
| 31               | Tirs | 30                          | | Arbitrage : Andris Ansons et Riku Brander Juges de lignes : Danny Beresford et Nick Briganti |

| 13 mai | Kazakhstan | 2-4 (0-2, 1-0, 1-2) | Hongrie | Jyske Bank Boxen 1 972 spectateurs |

| Feuille de match | Feuille de match                                                                  | Feuille de match        | Feuille de match | Feuille de match                                                                            |
| ---------------- | --------------------------------------------------------------------------------- | ----------------------- | --- | ------------------------------------------------------------------------------------------- |
|                  | - Mihailis (Orehov) — 34 min 32 s (SN) - Orehov (Şestakov) — 59 min 1 s (SN + JS) | 0-1 0-2 1-2 1-3 1-4 2-4 | Hári (Nilsson, M. Horváth) — 15 s Terbócs (B. Horváth, Szongoth) — 18 min 31 s - Galló (Hári, Erdély) — 40 min 14 s Vincze (Papp, Hári) — 43 min 35 s (SN) - | Arbitrage : Christoffer Holm et Christian Ofner Juges de lignes : Oto Durmis et Dāvis Zunde |
| Pavlenko         | Gardiens                                                                          | Bálizs                  | | Arbitrage : Christoffer Holm et Christian Ofner Juges de lignes : Oto Durmis et Dāvis Zunde |
| 8 min            | Pénalités                                                                         | 10 min                  | | Arbitrage : Christoffer Holm et Christian Ofner Juges de lignes : Oto Durmis et Dāvis Zunde |
| 25               | Tirs                                                                              | 28                      | | Arbitrage : Christoffer Holm et Christian Ofner Juges de lignes : Oto Durmis et Dāvis Zunde |

| 14 mai | États-Unis | 6-5 (pr) (4-1, 1-2, 0-2, 1-0) | Norvège | Jyske Bank Boxen 3 149 spectateurs |

| Feuille de match | Feuille de match | Feuille de match                            | Feuille de match | Feuille de match                                                                                       |
| ---------------- | --- | ------------------------------------------- | --- | --- |
|                  | Gauthier (Pinto, Smith) — 4 min 50 s Keller (LaCombe, Kesselring) — 7 min 18 s - Thompson — 12 min 34 s McCarron (O'Connor, Howard) — 17 min 50 s Thompson (Keller, Werenski) — 22 min 55 s (SN) - Thompson (Cooley, Keller) — 64 min 9 s | 1-0 2-0 2-1 3-1 4-1 5-1 5-2 5-3 5-4 5-5 6-5 | - Solberg (Berglund, Brandsegg-Nygård) — 9 min 59 s (SN) - Solberg (Martinsen) — 26 min 59 s (2 SN) Rønnild — 32 min 48 s Steen — 51 min 8 s Solberg (Brandsegg-Nygård, Martinsen) — 58 min 33 s (JS) - | Arbitrage : Christoffer Holm et Christian Ofner Juges de lignes : Onni Hautamäki et Tarrington Wyonzek |
| Swayman          | Gardiens | Normann                                     | | Arbitrage : Christoffer Holm et Christian Ofner Juges de lignes : Onni Hautamäki et Tarrington Wyonzek |
| 10 min           | Pénalités | 10 min                                      | | Arbitrage : Christoffer Holm et Christian Ofner Juges de lignes : Onni Hautamäki et Tarrington Wyonzek |
| 39               | Tirs | 18                                          | | Arbitrage : Christoffer Holm et Christian Ofner Juges de lignes : Onni Hautamäki et Tarrington Wyonzek |

| 14 mai | Kazakhstan | 1-5 (0-0, 0-2, 1-3) | Danemark | Jyske Bank Boxen 10 388 spectateurs |

| Feuille de match | Feuille de match                                     | Feuille de match        | Feuille de match | Feuille de match                                                                             |
| ---------------- | ---------------------------------------------------- | ----------------------- | --- | -------------------------------------------------------------------------------------------- |
|                  | - Mihailis ( Startşenko, Metalnikov) — 46 min 33 s - | 0-1 0-2 1-2 1-3 1-4 1-5 | Aagaard (Blichfeld, Koch) — 24 min 20 s True (Russell, Jensen) — 32 min 57 s (SN) - Wejse (Olesen, Blichfeld) — 50 min 8 s (SN) True (Lauridsen) — 50 min 28 s Olesen — 59 min 53 s (CV) | Arbitrage : Andris Ansons et Mike Langin Juges de lignes : Patrick Laguzov et Anders Nyqvist |
| Pavlenko         | Gardiens                                             | Dichow                  | | Arbitrage : Andris Ansons et Mike Langin Juges de lignes : Patrick Laguzov et Anders Nyqvist |
| 6 min            | Pénalités                                            | 10 min                  | | Arbitrage : Andris Ansons et Mike Langin Juges de lignes : Patrick Laguzov et Anders Nyqvist |
| 22               | Tirs                                                 | 27                      | | Arbitrage : Andris Ansons et Mike Langin Juges de lignes : Patrick Laguzov et Anders Nyqvist |

| 15 mai | Suisse | 5-1 (0-0, 4-0, 1-1) | Allemagne | Jyske Bank Boxen 5 391 spectateurs |

| Feuille de match | Feuille de match | Feuille de match        | Feuille de match                               | Feuille de match                                                                         |
| ---------------- | --- | ----------------------- | ---------------------------------------------- | ---------------------------------------------------------------------------------------- |
|                  | Riat (Jäger, Marti) — 24 min 25 s Andrighetto (Siegenthaler, Malgin) — 25 min 49 s Andrighetto (Fiala, Malgin) — 33 min 51 s (JS) Andrighetto (Kukan, Malgin) — 34 min 53 s (SN) Andrighetto (Kukan, Malgin) — 48 min 15 s (SN) - | 1-0 2-0 3-0 4-0 5-0 5-1 | - Michaelis (Müller, Kahun) — 58 min 35 s (SN) | Arbitrage : Tobias Björk et Kristian Vikman Juges de lignes : Oto Durmis et Daniel Hynek |
| Genoni           | Gardiens | Niederberger            |                                                | Arbitrage : Tobias Björk et Kristian Vikman Juges de lignes : Oto Durmis et Daniel Hynek |
| 8 min            | Pénalités | 10 min                  |                                                | Arbitrage : Tobias Björk et Kristian Vikman Juges de lignes : Oto Durmis et Daniel Hynek |
| 32               | Tirs | 22                      |                                                | Arbitrage : Tobias Björk et Kristian Vikman Juges de lignes : Oto Durmis et Daniel Hynek |

| 15 mai | Tchéquie | 6-1 (2-0, 1-1, 3-0) | Hongrie | Jyske Bank Boxen 2 939 spectateurs |

| Feuille de match | Feuille de match | Feuille de match            | Feuille de match                              | Feuille de match                                                                           |
| ---------------- | --- | --------------------------- | --------------------------------------------- | ------------------------------------------------------------------------------------------ |
|                  | Pastrňák (Červenka, Sedlák) — 17 min 30 s Flek (Voženílek) — 19 min 23 s Kodytek (Hronek, Voženílek) — 29 min 43 s - Pastrňák (Krejčík, Gazda) — 43 min 42 s Beránek (Zadina, Krejčík) — 46 min 19 s (SN) Sedlák (Červenka, Pastrňák) — 47 min 38 s | 1-0 2-0 3-0 3-1 4-1 5-1 6-1 | - Mihalik (Vincze, Ortenszky) — 35 min 27 s - | Arbitrage : Riku Brander et Peter Stano Juges de lignes : Danny Beresford et Nick Briganti |
| Vladař           | Gardiens | Vay                         |                                               | Arbitrage : Riku Brander et Peter Stano Juges de lignes : Danny Beresford et Nick Briganti |
| 2 min            | Pénalités | 8 min                       |                                               | Arbitrage : Riku Brander et Peter Stano Juges de lignes : Danny Beresford et Nick Briganti |
| 32               | Tirs | 12                          |                                               | Arbitrage : Riku Brander et Peter Stano Juges de lignes : Danny Beresford et Nick Briganti |

| 16 mai | Hongrie | 2-8 (2-1, 0-3, 0-4) | Danemark | Jyske Bank Boxen 10 022 spectateurs |

| Feuille de match | Feuille de match                                                             | Feuille de match                        | Feuille de match | Feuille de match                                                                             |
| ---------------- | ---------------------------------------------------------------------------- | --------------------------------------- | --- | -------------------------------------------------------------------------------------------- |
|                  | Vincze (Hari, Nilsson) — 33 s (SN) Mihalik (Szabo, Ortenszky) — 6 min 23 s - | 1-0 2-0 2-1 2-2 2-3 2-4 2-5 2-6 2-7 2-8 | - Aagaard (Olesen, Lauridsen) — 13 min 22 s (SN) Lauridsen — 27 min 37 s Jensen Aabo (Bau Hansen, Bruggisser) — 34 min 23 s Russell (Olesen, Lassen) — 34 min 49 s Aagaard (Mølgaard, Blichfeld) — 43 min 41 s Bau (True) — 48 min 45 s Aagaard (Mølgaard, Blichfeld) — 49 min 13 s Lauridsen (Mølgaard, Jensen) — 52 min 53 s (SN) | Arbitrage : Andris Ansons et Peter Stano Juges de lignes : Onni Hautamäki et Patrick Laguzov |
| Bálizs Vay       | Gardiens                                                                     | Dahm Dichow                             | | Arbitrage : Andris Ansons et Peter Stano Juges de lignes : Onni Hautamäki et Patrick Laguzov |
| 12 min           | Pénalités                                                                    | 8 min                                   | | Arbitrage : Andris Ansons et Peter Stano Juges de lignes : Onni Hautamäki et Patrick Laguzov |
| 12               | Tirs                                                                         | 41                                      | | Arbitrage : Andris Ansons et Peter Stano Juges de lignes : Onni Hautamäki et Patrick Laguzov |

| 16 mai | Suisse | 3-0 (2-0, 1-0, 1-1) | Norvège | Jyske Bank Boxen 3 837 spectateurs |

| Feuille de match | Feuille de match                                                                                               | Feuille de match | Feuille de match | Feuille de match                                                                                 |
| ---------------- | --- | ---------------- | ---------------- | ------------------------------------------------------------------------------------------------ |
|                  | Andrighetto (Kukan, Malgin) — 8 min 56 s (SN) Hofmann (Moy, Knak) — 14 min 15 s Moy (Meier, Fora) — 28 min 3 s | 1-0 2-0 3-0      |                  | Arbitrage : Christoffer Holm et Kristian Vikman Juges de lignes : Daniel Hynek et Anders Nyqvist |
| Charlin          | Gardiens | Arntzen          |                  | Arbitrage : Christoffer Holm et Kristian Vikman Juges de lignes : Daniel Hynek et Anders Nyqvist |
| 8 min            | Pénalités | 10 min           |                  | Arbitrage : Christoffer Holm et Kristian Vikman Juges de lignes : Daniel Hynek et Anders Nyqvist |
| 28               | Tirs | 12               |                  | Arbitrage : Christoffer Holm et Kristian Vikman Juges de lignes : Daniel Hynek et Anders Nyqvist |

| 17 mai | États-Unis | 6-3 (3-0, 0-3, 3-0) | Allemagne | Jyske Bank Boxen 9 595 spectateurs |

| Feuille de match | Feuille de match | Feuille de match                    | Feuille de match | Feuille de match                                                                                  |
| ---------------- | --- | ----------------------------------- | --- | ------------------------------------------------------------------------------------------------- |
|                  | Thompson (Werenski, Garland) — 1 min 42 s (SN) Nazar (Gauthier) — 9 min 43 s O'Connor (Thompson) — 14 min 17 s - Garland (Keller, Cooley) — 44 min 50 s (SN) Cooley (Garland, Keller) — 56 min 31 s Keller (Nazar, Garland) — 58 min 7 s (CV) | 1–0 2–0 3–0 3–1 3–2 3–3 4–3 5–3 6–3 | - Mik (Samanski, Hüttl) — 28 min 43 s Müller (Kahun, Stachowiak) — 34 min 43 s Stachowiak (Michaelis, Hüttl) — 35 min 31 s (SN) - | Arbitrage : Andris Ansons et Christoffer Holm Juges de lignes : Danny Beresford et Onni Hautamäki |
| Daccord          | Gardiens | Grubauer Niederberger               | | Arbitrage : Andris Ansons et Christoffer Holm Juges de lignes : Danny Beresford et Onni Hautamäki |
| 4 min            | Pénalités | 10 min                              | | Arbitrage : Andris Ansons et Christoffer Holm Juges de lignes : Danny Beresford et Onni Hautamäki |
| 44               | Tirs | 21                                  | | Arbitrage : Andris Ansons et Christoffer Holm Juges de lignes : Danny Beresford et Onni Hautamäki |

| 17 mai | Tchéquie | 8-1 (1-0, 3-0, 4-1) | Kazakhstan | Jyske Bank Boxen 7 112 spectateurs |

| Feuille de match | Feuille de match | Feuille de match                    | Feuille de match                                     | Feuille de match                                                                                 |
| ---------------- | --- | ----------------------------------- | ---------------------------------------------------- | ------------------------------------------------------------------------------------------------ |
|                  | Stránský (Beránek, Pyrochta) — 5 min 19 s Flek (Gazda, Klapka) — 21 min 26 s Stránský (D. Špaček, M. Špaček) — 32 min 19 s Červenka (Pastrňák, Krejčík) — 37 min 4 s Klapka — 41 min 6 s - Červenka (Pyrochta, Pastrňák) — 53 min 13 s Červenka (Nečas, Sedlák) — 55 min 44 s Klapka (Flek, Gazda) — 59 min 22 s | 1–0 2–0 3–0 4–0 5–0 5–1 6–1 7–1 8–1 | - Kolesnikov (Muratov, Breus) — 47 min 36 s (SN) - - | Arbitrage : Mike Langin et Kristian Vikman Juges de lignes : Nick Briganti et Tarrington Wyonzek |
| Vejmelka         | Gardiens | Ämirbekov Pavlenko                  |                                                      | Arbitrage : Mike Langin et Kristian Vikman Juges de lignes : Nick Briganti et Tarrington Wyonzek |
| 6 min            | Pénalités | 8 min                               |                                                      | Arbitrage : Mike Langin et Kristian Vikman Juges de lignes : Nick Briganti et Tarrington Wyonzek |
| 33               | Tirs | 22                                  |                                                      | Arbitrage : Mike Langin et Kristian Vikman Juges de lignes : Nick Briganti et Tarrington Wyonzek |

| 17 mai | Danemark | 6-3 (2-1, 3-1, 1-1) | Norvège | Jyske Bank Boxen 10 500 spectateurs |

| Feuille de match | Feuille de match | Feuille de match                    | Feuille de match                                                                                                  | Feuille de match                                                                        |
| ---------------- | --- | ----------------------------------- | --- | --------------------------------------------------------------------------------------- |
|                  | Russell (Mølgaard, Blichfeld) — 13 min 42 s (2 SN) Aagaard (N. Jensen, Mølgaard) — 14 min 38 s (SN) - Røndbjerg (Russell, N. Jensen) — 27 min 25 s Blichfeld (Bruggisser, Wejse) — 30 min 32 s (SN) Røndbjerg — 34 min 59 s - Olesen (Blichfeld, Wejse) — 49 min 46 s (SN) - | 1–0 2–0 2–1 3–1 4–1 5–1 5–2 6–2 6–3 | - Salsten (Solberg, Berglund) — 15 min 14 s - Berglund — 36 min 59 s - Olsen (Johnsen, Solberg — 59 min 37 s (SN) | Arbitrage : Tobias Björk et Riku Brander Juges de lignes : Oto Durmis et Anders Nyqvist |
| Dichow           | Gardiens | Arntzen Normann                     | | Arbitrage : Tobias Björk et Riku Brander Juges de lignes : Oto Durmis et Anders Nyqvist |
| 6 min            | Pénalités | 37 min                              | | Arbitrage : Tobias Björk et Riku Brander Juges de lignes : Oto Durmis et Anders Nyqvist |
| 47               | Tirs | 27                                  | | Arbitrage : Tobias Björk et Riku Brander Juges de lignes : Oto Durmis et Anders Nyqvist |

| 18 mai | Kazakhstan | 1-6 (0-0, 0-5, 1-1) | États-Unis | Jyske Bank Boxen 3 968 spectateurs |

| Feuille de match     | Feuille de match            | Feuille de match            | Feuille de match | Feuille de match                                                                            |
| -------------------- | --------------------------- | --------------------------- | --- | ------------------------------------------------------------------------------------------- |
|                      | - Volkov — 59 min 10 s (CV) | 0-1 0-2 0-3 0-4 0-5 0-6 1-6 | Nazar (LaCombe, Eyssimont) — 26 min 58 s LaCombe (Nazar, McCarron) — 31 min 46 s Thompson (Buium, Pinto) — 34 min Beniers (O'Connor) — 34 min 58 s Kesselring (Nazar, Eyssimont) — 39 min 4 s Werenski (Kesselring, Keller) — 45 min 54 s - | Arbitrage : Peter Stano et Kristian Vikman Juges de lignes : Daniel Hynek et Anders Nyqvist |
| Kudriavtsev Pavlenko | Gardiens                    | Swayman                     | | Arbitrage : Peter Stano et Kristian Vikman Juges de lignes : Daniel Hynek et Anders Nyqvist |
| 4 min                | Pénalités                   | 4 min                       | | Arbitrage : Peter Stano et Kristian Vikman Juges de lignes : Daniel Hynek et Anders Nyqvist |
| 17                   | Tirs                        | 38                          | | Arbitrage : Peter Stano et Kristian Vikman Juges de lignes : Daniel Hynek et Anders Nyqvist |

| 18 mai | Hongrie | 0-10 (0-2, 0-3, 0-5) | Suisse | Jyske Bank Boxen 2 846 spectateurs |

| Feuille de match | Feuille de match | Feuille de match                         | Feuille de match | Feuille de match                                                                               |
| ---------------- | ---------------- | ---------------------------------------- | --- | ---------------------------------------------------------------------------------------------- |
|                  |                  | 0-1 0-2 0-3 0-4 0-5 0-6 0-7 0-8 0-9 0-10 | Ambühl (Egli, Moser) — 5 min 44 s Meier (Kukan) — 7 min 25 s Egli (Glauser, Fiala) — 31 min 57 s Meier (Moy, Fiala) — 33 min 24 s Moser (Baechler, Meier) — 35 min 21 s Egli (Moser, Meier) — 50 min 3 s Ambühl (Schmid, Marti) — 50 min 51 s Glauser (Jäger, Knak) — 54 min 49 s Ambühl (Fora, Moser) — 58 min 53 s Fiala (Moy, Marti) — 59 min 20 s | Arbitrage : Riku Brander et Christian Ofner Juges de lignes : Danny Beresford et Nick Briganti |
| Vay              | Gardiens         | Genoni                                   | | Arbitrage : Riku Brander et Christian Ofner Juges de lignes : Danny Beresford et Nick Briganti |
| 6 min            | Pénalités        | 4 min                                    | | Arbitrage : Riku Brander et Christian Ofner Juges de lignes : Danny Beresford et Nick Briganti |
| 6                | Tirs             | 37                                       | | Arbitrage : Riku Brander et Christian Ofner Juges de lignes : Danny Beresford et Nick Briganti |

| 19 mai | Allemagne | 0-5 (0-1, 0-2, 0-2) | Tchéquie | Jyske Bank Boxen 8 221 spectateurs |

| Feuille de match | Feuille de match | Feuille de match    | Feuille de match | Feuille de match                                                                                           |
| ---------------- | ---------------- | ------------------- | --- | --- |
|                  |                  | 0-1 0-2 0-3 0-4 0-5 | Pastrňák (Nečas, Červenka) — 5 min 51 s (SN) Sedlák (Pastrňák, Červenka) — 26 min 43 s Flek (Voženílek, Krejčík) — 29 min 7 s Lauko — 40 min 43 s (IN) Flek (Nečas,, Hronek) — 56 min 40 s | Arbitrage : Tobias Björk et Sweden Christoffer Holm Juges de lignes : Onni Hautamäki et Tarrington Wyonzek |
| Niederberger     | Gardiens         | Vladař              | | Arbitrage : Tobias Björk et Sweden Christoffer Holm Juges de lignes : Onni Hautamäki et Tarrington Wyonzek |
| 4 min            | Pénalités        | 4 min               | | Arbitrage : Tobias Björk et Sweden Christoffer Holm Juges de lignes : Onni Hautamäki et Tarrington Wyonzek |
| 19               | Tirs             | 25                  | | Arbitrage : Tobias Björk et Sweden Christoffer Holm Juges de lignes : Onni Hautamäki et Tarrington Wyonzek |

| 19 mai | Hongrie | 0-1 (0-1, 0-0, 0-0) | Norvège | Jyske Bank Boxen 2 808 spectateurs |

| Feuille de match | Feuille de match | Feuille de match | Feuille de match                      | Feuille de match                                                                         |
| ---------------- | ---------------- | ---------------- | ------------------------------------- | ---------------------------------------------------------------------------------------- |
|                  |                  | 0-1              | Steen (Brandsegg-Nygård) — 6 min 28 s | Arbitrage : Andris Ansons et Mike Langin Juges de lignes : Oto Durmis et Patrick Laguzov |
| Bálizs           | Gardiens         | Normann          |                                       | Arbitrage : Andris Ansons et Mike Langin Juges de lignes : Oto Durmis et Patrick Laguzov |
| 8 min            | Pénalités        | 12 min           |                                       | Arbitrage : Andris Ansons et Mike Langin Juges de lignes : Oto Durmis et Patrick Laguzov |
| 17               | Tirs             | 25               |                                       | Arbitrage : Andris Ansons et Mike Langin Juges de lignes : Oto Durmis et Patrick Laguzov |

| 20 mai | Suisse | 4-1 (0-1, 1-0, 3-0) | Kazakhstan | Jyske Bank Boxen 3 833 spectateurs |

| Feuille de match | Feuille de match | Feuille de match    | Feuille de match                              | Feuille de match                                                                              |
| ---------------- | --- | ------------------- | --------------------------------------------- | --------------------------------------------------------------------------------------------- |
|                  | - Fiala (Malgin, Kukan) — 39 min 55 s (SN) Andrighetto (Malgin, Moser) — 47 min 15 s (SN) Ambühl (Niederreiter, Fiala) — 57 min 6 s Riat (Knak, Fora) — 57 min 44 s | 0-1 1-1 2-1 3-1 4-1 | Şestakov (Beketaev, Mihailis) — 15 min 17 s - | Arbitrage : Christian Ofner et Kristian Vikman Juges de lignes : Oto Durmis et Anders Nyqvist |
| Charlin          | Gardiens | Pavlenko            |                                               | Arbitrage : Christian Ofner et Kristian Vikman Juges de lignes : Oto Durmis et Anders Nyqvist |
| 4 min            | Pénalités | 6 min               |                                               | Arbitrage : Christian Ofner et Kristian Vikman Juges de lignes : Oto Durmis et Anders Nyqvist |
| 39               | Tirs | 16                  |                                               | Arbitrage : Christian Ofner et Kristian Vikman Juges de lignes : Oto Durmis et Anders Nyqvist |

| 20 mai | Tchéquie | 2-5 (0-1, 2-0, 0-4) | États-Unis | Jyske Bank Boxen 8 441 spectateurs |

| Feuille de match | Feuille de match                                                                  | Feuille de match            | Feuille de match | Feuille de match                                                                               |
| ---------------- | --------------------------------------------------------------------------------- | --------------------------- | --- | ---------------------------------------------------------------------------------------------- |
|                  | - Pastrňák (Červenka) — 20 min 41 s Nečas (Pastrňák, Sedlák) — 28 min 33 s (SN) - | 0-1 1-1 2-1 2-2 2-3 2-4 2-5 | Doan (Peeke, Pinto) — 9 min 25 s - Nazar (Buium, Beniers) — 41 min 35 s (SN) Nazar (Gauthier, Beniers) — 47 min 1 s (SN) Cooley (Keller, Werenski) — 53 min 29 s Peeke (O'Connor) — 57 min 6 s (CV) | Arbitrage : Tobias Björk et Mike Langin Juges de lignes : Onni Hautamäki et Tarrington Wyonzek |
| Vejmelka         | Gardiens                                                                          | Swayman                     | | Arbitrage : Tobias Björk et Mike Langin Juges de lignes : Onni Hautamäki et Tarrington Wyonzek |
| 22 min           | Pénalités                                                                         | 18 min                      | | Arbitrage : Tobias Björk et Mike Langin Juges de lignes : Onni Hautamäki et Tarrington Wyonzek |
| 27               | Tirs                                                                              | 56                          | | Arbitrage : Tobias Björk et Mike Langin Juges de lignes : Onni Hautamäki et Tarrington Wyonzek |

| 20 mai | Allemagne | 1-2 (TB) (0-0, 1-0, 0-1, 0-0, 0-1) | Danemark | Jyske Bank Boxen 10 500 spectateurs |

| Feuille de match | Feuille de match                          | Feuille de match | Feuille de match                                          | Feuille de match                                                                              |
| ---------------- | ----------------------------------------- | ---------------- | --------------------------------------------------------- | --------------------------------------------------------------------------------------------- |
|                  | Geibel (Wagner, Samanski) — 39 min 14 s - | 1-0 1-1 1-2      | - Ehlers (Mølgaard, Olesen) — 50 min Olesen — 65 min (TB) | Arbitrage : Andris Ansons et Christoffer Holm Juges de lignes : Nick Briganti et Daniel Hynek |
| Grubauer         | Gardiens                                  | Dichow           |                                                           | Arbitrage : Andris Ansons et Christoffer Holm Juges de lignes : Nick Briganti et Daniel Hynek |
| 8 min            | Pénalités                                 | 10 min           |                                                           | Arbitrage : Andris Ansons et Christoffer Holm Juges de lignes : Nick Briganti et Daniel Hynek |
| 26               | Tirs                                      | 28               |                                                           | Arbitrage : Andris Ansons et Christoffer Holm Juges de lignes : Nick Briganti et Daniel Hynek |

### Phase finale

#### Tableau
Les quarts de finale sont disputés en matchs croisés entre le 1er d'un groupe et le 4e de l'autre, et entre le 2e d'un groupe et le 3e de l'autre.
Pour les demi-finales, les matches sont disputés en fonction du classement des 8 équipes quarts de finalistes à l'issue du tour préliminaire : le mieux classé rencontre le moins bien classé.
En cas d'égalité dans ce classement, les critères de départage sont les suivants :
1. rang dans le groupe ;
2. nombre de points ;
3. différence de buts ;
4. nombre de buts marqués ;
5. numéro de tête de série au début de la compétition.

| Rang | Équipe     | Groupe | Rang dans le groupe | Points | Différence de buts | Buts marqués | N° de tête de série |
| ---- | ---------- | ------ | ------------------- | ------ | ------------------ | ------------ | ------------------- |
| 1    | Canada     | A      | 1                   | 19     | +27                | 34           | 1                   |
| 2    | Suisse     | B      | 1                   | 19     | +25                | 34           | 5                   |
| 3    | Suède      | A      | 2                   | 18     | +20                | 28           | 7                   |
| 4    | États-Unis | B      | 2                   | 17     | +20                | 34           | 6                   |
| 5    | Tchéquie   | B      | 3                   | 17     | +21                | 35           | 4                   |
| 6    | Finlande   | A      | 3                   | 16     | +12                | 22           | 3                   |
| 7    | Danemark   | B      | 4                   | 11     | +1                 | 25           | 11                  |
| 8    | Autriche   | A      | 4                   | 10     | +3                 | 21           | 13                  |

|  | Quarts de finale                  | Quarts de finale                  | Quarts de finale                  | Quarts de finale                  |        |        | Demi-finales                     | Demi-finales                     | Demi-finales                     | Demi-finales                     |                                  |                                  | Finale                           | Finale                           | Finale                           | Finale                           |
|  |                                   |                                   |                                   |                                   |        |        |                                  |                                  |                                  |                                  |                                  |                                  |                                  |                                  |                                  |                                  |
|  | 22 mai,Jyske Bank Boxen à Herning | 22 mai,Jyske Bank Boxen à Herning | 22 mai,Jyske Bank Boxen à Herning | 22 mai,Jyske Bank Boxen à Herning |        |        | 24 mai, Avicii Arena à Stockholm | 24 mai, Avicii Arena à Stockholm | 24 mai, Avicii Arena à Stockholm | 24 mai, Avicii Arena à Stockholm |                                  |                                  | 25 mai, Avicii Arena à Stockholm | 25 mai, Avicii Arena à Stockholm | 25 mai, Avicii Arena à Stockholm | 25 mai, Avicii Arena à Stockholm |
|  | 22 mai,Jyske Bank Boxen à Herning | 22 mai,Jyske Bank Boxen à Herning | 22 mai,Jyske Bank Boxen à Herning | 22 mai,Jyske Bank Boxen à Herning |        |        | 24 mai, Avicii Arena à Stockholm | 24 mai, Avicii Arena à Stockholm | 24 mai, Avicii Arena à Stockholm | 24 mai, Avicii Arena à Stockholm |                                  |                                  | 25 mai, Avicii Arena à Stockholm | 25 mai, Avicii Arena à Stockholm | 25 mai, Avicii Arena à Stockholm | 25 mai, Avicii Arena à Stockholm |
|  | 1A                                | Canada                            | 1                                 | 1                                 |        |        | 24 mai, Avicii Arena à Stockholm | 24 mai, Avicii Arena à Stockholm | 24 mai, Avicii Arena à Stockholm | 24 mai, Avicii Arena à Stockholm |                                  |                                  | 25 mai, Avicii Arena à Stockholm | 25 mai, Avicii Arena à Stockholm | 25 mai, Avicii Arena à Stockholm | 25 mai, Avicii Arena à Stockholm |
|  | 1A                                | Canada                            | 1                                 | 1                                 |        |        | 24 mai, Avicii Arena à Stockholm | 24 mai, Avicii Arena à Stockholm | 24 mai, Avicii Arena à Stockholm | 24 mai, Avicii Arena à Stockholm |                                  |                                  | 25 mai, Avicii Arena à Stockholm | 25 mai, Avicii Arena à Stockholm | 25 mai, Avicii Arena à Stockholm | 25 mai, Avicii Arena à Stockholm |
|  | 4B                                | Danemark                          | 2                                 | 2                                 |        |        | 24 mai, Avicii Arena à Stockholm | 24 mai, Avicii Arena à Stockholm | 24 mai, Avicii Arena à Stockholm | 24 mai, Avicii Arena à Stockholm |                                  |                                  | 25 mai, Avicii Arena à Stockholm | 25 mai, Avicii Arena à Stockholm | 25 mai, Avicii Arena à Stockholm | 25 mai, Avicii Arena à Stockholm |
|  | 4B                                | Danemark                          | 2                                 | 2                                 | 2      | Suisse | 7                                | 7                                |                                  |                                  |                                  |                                  | 25 mai, Avicii Arena à Stockholm | 25 mai, Avicii Arena à Stockholm | 25 mai, Avicii Arena à Stockholm | 25 mai, Avicii Arena à Stockholm |
|  | 22 mai,Jyske Bank Boxen à Herning |                                   |                                   |                                   | 2      | Suisse | 7                                | 7                                |                                  |                                  |                                  |                                  | 25 mai, Avicii Arena à Stockholm | 25 mai, Avicii Arena à Stockholm | 25 mai, Avicii Arena à Stockholm | 25 mai, Avicii Arena à Stockholm |
|  |                                   |                                   | 7                                 | Danemark                          | 0      | 0      |                                  |                                  |                                  |                                  |                                  |                                  | 25 mai, Avicii Arena à Stockholm | 25 mai, Avicii Arena à Stockholm | 25 mai, Avicii Arena à Stockholm | 25 mai, Avicii Arena à Stockholm |
|  | 1B                                | Suisse                            | 7                                 | Danemark                          | 0      | 0      | 6                                | 6                                |                                  |                                  |                                  |                                  | 25 mai, Avicii Arena à Stockholm | 25 mai, Avicii Arena à Stockholm | 25 mai, Avicii Arena à Stockholm | 25 mai, Avicii Arena à Stockholm |
|  | 1B                                | Suisse                            | 24 mai, Avicii Arena à Stockholm  |                                   |        |        | 6                                | 6                                |                                  |                                  |                                  |                                  | 25 mai, Avicii Arena à Stockholm | 25 mai, Avicii Arena à Stockholm | 25 mai, Avicii Arena à Stockholm | 25 mai, Avicii Arena à Stockholm |
|  | 4A                                | Autriche                          | 0                                 | 0                                 |        |        |                                  |                                  |                                  |                                  |                                  |                                  | 25 mai, Avicii Arena à Stockholm | 25 mai, Avicii Arena à Stockholm | 25 mai, Avicii Arena à Stockholm | 25 mai, Avicii Arena à Stockholm |
|  | 4A                                | Autriche                          | 0                                 | 0                                 | Suisse | Suisse | 0                                | 0                                |                                  |                                  |                                  |                                  |                                  |                                  |                                  |                                  |
|  | 22 mai, Avicii Arena à Stockholm  |                                   |                                   |                                   | Suisse | Suisse | 0                                | 0                                |                                  |                                  |                                  |                                  |                                  |                                  |                                  |                                  |
|  |                                   |                                   | États-Unis                        | États-Unis                        | 1 Pr   | 1 Pr   |                                  |                                  |                                  |                                  |                                  |                                  |                                  |                                  |                                  |                                  |
|  | 2A                                | Suède                             | États-Unis                        | États-Unis                        | 1 Pr   | 1 Pr   | 5                                | 5                                |                                  |                                  |                                  |                                  |                                  |                                  |                                  |                                  |
|  | 2A                                | Suède                             |                                   |                                   |        |        |                                  |                                  |                                  |                                  |                                  |                                  |                                  |                                  |                                  |                                  |
|  | 3B                                | Tchéquie                          | 2                                 | 2                                 |        |        |                                  |                                  |                                  |                                  |                                  |                                  |                                  |                                  |                                  |                                  |
|  | 3B                                | Tchéquie                          | 2                                 | 2                                 | 3      | Suède  | 2                                | 2                                | Match pour la troisième place    | Match pour la troisième place    | Match pour la troisième place    | Match pour la troisième place    |                                  |                                  |                                  |                                  |
|  | 22 mai, Avicii Arena à Stockholm  |                                   |                                   |                                   | 3      | Suède  | 2                                | 2                                | Match pour la troisième place    | Match pour la troisième place    | Match pour la troisième place    | Match pour la troisième place    |                                  |                                  |                                  |                                  |
|  |                                   |                                   | 4                                 | États-Unis                        | 6      | 6      |                                  |                                  | 25 mai, Avicii Arena à Stockholm | 25 mai, Avicii Arena à Stockholm | 25 mai, Avicii Arena à Stockholm | 25 mai, Avicii Arena à Stockholm |                                  |                                  |                                  |                                  |
|  | 2B                                | États-Unis                        | 4                                 | États-Unis                        | 6      | 6      | 5                                | 5                                | 25 mai, Avicii Arena à Stockholm | 25 mai, Avicii Arena à Stockholm | 25 mai, Avicii Arena à Stockholm | 25 mai, Avicii Arena à Stockholm |                                  |                                  |                                  |                                  |
|  | 2B                                | États-Unis                        |                                   |                                   |        |        |                                  | 5                                |                                  |                                  | Danemark                         | Danemark                         | 2                                | 2                                |                                  |                                  |
|  | 3A                                | Finlande                          | 2                                 | 2                                 |        |        |                                  |                                  |                                  |                                  | Danemark                         | Danemark                         | 2                                | 2                                |                                  |                                  |
|  | 3A                                | Finlande                          | 2                                 | 2                                 | Suède  | Suède  | 6                                | 6                                |                                  |                                  |                                  |                                  |                                  |                                  |                                  |                                  |
|  |                                   |                                   |                                   |                                   |        |        |                                  |                                  |                                  |                                  |                                  |                                  |                                  |                                  |                                  |                                  |

#### Quarts de finale
| 22 mai | États-Unis | 5-2 (1-1, 2-1, 2-0) | Finlande | Avicii Arena 9 642 spectateurs |

| Feuille de match | Feuille de match | Feuille de match            | Feuille de match                                                                                          | Feuille de match                                                                                     |
| ---------------- | --- | --------------------------- | --- | --- |
|                  | Garland (Cooley, Werenski) — 4 min 50 s (SN) - Buium (Beniers, Werenski) — 34 min 53 s Garland (Thompson, Cooley) — 36 min 4 s (SN) Pinto (Smith, Gauthier) — 45 min 52 s Keller (Pinto) — 57 min 15 s (CV) | 1–0 1–1 1–2 2–2 3–2 4–2 5–2 | - Tolvanen (Lammikko, Teräväinen) — 12 min 58 s (SN) Puistola (Teräväinen, Lehtonen) — 27 min 46 s (SN) - | Arbitrage : Michael Campbell et Mikael Holm Juges de lignes : Albert Ankerstjerne et Ludvig Lundgren |
| Swayman          | Gardiens | Saros                       | | Arbitrage : Michael Campbell et Mikael Holm Juges de lignes : Albert Ankerstjerne et Ludvig Lundgren |
| 10 min           | Pénalités | 8 min                       | | Arbitrage : Michael Campbell et Mikael Holm Juges de lignes : Albert Ankerstjerne et Ludvig Lundgren |
| 28               | Tirs | 22                          | | Arbitrage : Michael Campbell et Mikael Holm Juges de lignes : Albert Ankerstjerne et Ludvig Lundgren |

| 22 mai | Suisse | 6-0 (3-0, 2-0, 1-0) | Autriche | Jyske Bank Boxen 2 621 spectateurs |

| Feuille de match | Feuille de match | Feuille de match        | Feuille de match | Feuille de match                                                                       |
| ---------------- | --- | ----------------------- | ---------------- | -------------------------------------------------------------------------------------- |
|                  | Bertschy (Glauser) — 6 min 38 s Meier (Fiala, Moy) — 11 min 3 s (SN) Jäger (Niederreiter, Knak) — 14 min 17 s Fiala (Niederreiter, Kukan) — 23 min 32 s (SN) Schmid (Glauser, Moy) — 24 min 36 s Knak (Jäger, Marti) — 51 min 46 s | 1–0 2–0 3–0 4–0 5–0 6–0 |                  | Arbitrage : Tobias Björk et Riku Brander Juges de lignes : Nick Briganti et Oto Durmis |
| Genoni           | Gardiens | Kickert                 |                  | Arbitrage : Tobias Björk et Riku Brander Juges de lignes : Nick Briganti et Oto Durmis |
| 12 min           | Pénalités | 35 min                  |                  | Arbitrage : Tobias Björk et Riku Brander Juges de lignes : Nick Briganti et Oto Durmis |
| 40               | Tirs | 13                      |                  | Arbitrage : Tobias Björk et Riku Brander Juges de lignes : Nick Briganti et Oto Durmis |

| 22 mai | Suède | 5-2 (3-0, 1-1, 1-1) | Tchéquie | Avicii Arena 12 530 spectateurs |

| Feuille de match | Feuille de match | Feuille de match            | Feuille de match                                                                                   | Feuille de match                                                                              |
| ---------------- | --- | --------------------------- | -------------------------------------------------------------------------------------------------- | --------------------------------------------------------------------------------------------- |
|                  | Carlsson (Andersson, Zibanejad) — 12 min 40 s (SN) Raymond (Sandin) — 16 min 52 s Raymond (Sandin) — 19 min 33 s - Carlsson (Zibanejad, Johansson) — 34 min 5 s - Forsberg (Pettersson) — 55 min 4 s (CV) | 1–0 2–0 3–0 3–1 4–1 4–2 5–2 | - Červenka (Nečas, Pastrňák) — 23 min 4 s (2 SN) - M. Špaček (Voženílek, Ticháček) — 48 min 33 s - | Arbitrage : Sean MacFarlane et André Schrader Juges de lignes : Jake Davis et Shane Gustafson |
| Markström        | Gardiens | Vejmelka Vladař             | | Arbitrage : Sean MacFarlane et André Schrader Juges de lignes : Jake Davis et Shane Gustafson |
| 8 min            | Pénalités | 6 min                       | | Arbitrage : Sean MacFarlane et André Schrader Juges de lignes : Jake Davis et Shane Gustafson |
| 33               | Tirs | 26                          | | Arbitrage : Sean MacFarlane et André Schrader Juges de lignes : Jake Davis et Shane Gustafson |

| 22 mai | Canada | 1-2 (0-0, 0-0, 1-2) | Danemark | Jyske Bank Boxen 10 500 spectateurs |

| Feuille de match | Feuille de match                          | Feuille de match | Feuille de match                                                                        | Feuille de match                                                                               |
| ---------------- | ----------------------------------------- | ---------------- | --------------------------------------------------------------------------------------- | ---------------------------------------------------------------------------------------------- |
|                  | Sanheim (Crosby, Konecny) — 45 min 17 s - | 1-0 1-1 1-2      | - Ehlers (Lauridsen, Russell) — 57 min 43 s (JS) Olesen (Jensen, Russell) — 59 min 11 s | Arbitrage : Andris Ansons et Christoffer Holm Juges de lignes : Onni Hautamäki et Daniel Hynek |
| Binnington       | Gardiens                                  | Dichow           |                                                                                         | Arbitrage : Andris Ansons et Christoffer Holm Juges de lignes : Onni Hautamäki et Daniel Hynek |
| 6 min            | Pénalités                                 | 10 min           |                                                                                         | Arbitrage : Andris Ansons et Christoffer Holm Juges de lignes : Onni Hautamäki et Daniel Hynek |
| 40               | Tirs                                      | 33               |                                                                                         | Arbitrage : Andris Ansons et Christoffer Holm Juges de lignes : Onni Hautamäki et Daniel Hynek |

#### Demi-finales
| 24 mai | Suède | 2-6 (0-2, 0-2, 2-2) | États-Unis | Avicii Arena 12 530 spectateurs |

| Feuille de match | Feuille de match                                                                   | Feuille de match                | Feuille de match | Feuille de match                                                                                    |
| ---------------- | ---------------------------------------------------------------------------------- | ------------------------------- | --- | --------------------------------------------------------------------------------------------------- |
|                  | - Nylander (Andersson, Karlsson) — 46 min 32 s Lindholm (Wennberg) — 47 min 13 s - | 0–1 0–2 0–3 0–4 1–4 2–4 2–5 2–6 | Skjei (Pinto) — 6 min 52 s Gauthier (Pinto, Smith) — 17 min 13 s Garland (Cooley, Skjei) — 31 min 7 s Eyssimont (Beniers, LaCombe) — 37 min 3 s - LaCombe (Nazar) — 51 min 9 s Pinto — 55 min 53 s (CV) | Arbitrage : Michael Campbell et André Schrader Juges de lignes : Daniel Hynek et Tarrington Wyonzek |
| Markström Ersson | Gardiens                                                                           | Swayman                         | | Arbitrage : Michael Campbell et André Schrader Juges de lignes : Daniel Hynek et Tarrington Wyonzek |
| 2 min            | Pénalités                                                                          | 4 min                           | | Arbitrage : Michael Campbell et André Schrader Juges de lignes : Daniel Hynek et Tarrington Wyonzek |
| 29               | Tirs                                                                               | 28                              | | Arbitrage : Michael Campbell et André Schrader Juges de lignes : Daniel Hynek et Tarrington Wyonzek |

| 24 mai | Suisse | 7-0 (3-0, 1-0, 3-0) | Danemark | Avicii Arena 12 530 spectateurs |

| Feuille de match | Feuille de match | Feuille de match            | Feuille de match | Feuille de match                                                                         |
| ---------------- | --- | --------------------------- | ---------------- | ---------------------------------------------------------------------------------------- |
|                  | Niederreiter (Moser, Fiala) — 9 min 23 s Jäger (Knak, Riat) — 12 min 47 s Niederreiter (Malgin, Kukan) — 17 min 23 s (SN) Malgin (Meier) — 37 min 38 s Schmid (Bertschy, Siegenthaler) — 44 min 48 s Riat (Bertschy) — 52 min 2 s Moy (Schmid, Meier) — 53 min 26 s (SN) | 1-0 2-0 3-0 4-0 5-0 6-0 7-0 |                  | Arbitrage : Christoffer Holm et Jan Hribik Juges de lignes : Nick Briganti et Jake Davis |
| Genoni           | Gardiens | Dichow Dahm                 |                  | Arbitrage : Christoffer Holm et Jan Hribik Juges de lignes : Nick Briganti et Jake Davis |
| 10 min           | Pénalités | 10 min                      |                  | Arbitrage : Christoffer Holm et Jan Hribik Juges de lignes : Nick Briganti et Jake Davis |
| 34               | Tirs | 17                          |                  | Arbitrage : Christoffer Holm et Jan Hribik Juges de lignes : Nick Briganti et Jake Davis |

#### Match pour la troisième place
| 25 mai | Suède | 6-2 (0-0, 3-0, 3-2) | Danemark | Avicii Arena 12 530 spectateurs |

| Feuille de match | Feuille de match | Feuille de match                | Feuille de match                                                                       | Feuille de match                                                                             |
| ---------------- | --- | ------------------------------- | -------------------------------------------------------------------------------------- | -------------------------------------------------------------------------------------------- |
|                  | Backlund (Larsson, Lindhom) — 25 min 16 s Backlund (Heineman, Lindholm) — 29 min 50 s Johansson (Sandin, Carlsson) — 37 min 9 s Raymond — 42 min 55 s (IN) - Johansson (Backlund, Zibanejad) — 48 min 25 s (SN) Zibanejad (Carlsson, Gustafsson) — 55 min 3 s | 1-0 2-0 3-0 4-0 4-1 4-2 5-2 6-2 | - Olesen (Aagaard, Bruggisser) — 43 min 15 s (SN) Ehlers (Olesen, True) — 46 min 2 s - | Arbitrage : Andris Ansons et Sean MacFarlane Juges de lignes : Jake Davis et Shane Gustafson |
| Ersson           | Gardiens | Dichow                          |                                                                                        | Arbitrage : Andris Ansons et Sean MacFarlane Juges de lignes : Jake Davis et Shane Gustafson |
| 4 min            | Pénalités | 4 min                           |                                                                                        | Arbitrage : Andris Ansons et Sean MacFarlane Juges de lignes : Jake Davis et Shane Gustafson |
| 37               | Tirs | 18                              |                                                                                        | Arbitrage : Andris Ansons et Sean MacFarlane Juges de lignes : Jake Davis et Shane Gustafson |

#### Finale
| 25 mai | Suisse | 0-1 (pr) (0-0, 0-0, 0-0, 0-1) | États-Unis | Avicii Arena |

| Feuille de match | Feuille de match | Feuille de match | Feuille de match                      | Feuille de match                                                                                    |
| ---------------- | ---------------- | ---------------- | ------------------------------------- | --------------------------------------------------------------------------------------------------- |
|                  |                  | 0-1              | Thompson (Cooley, Skjei) — 62 min 2 s | Arbitrage : Michael Campbell et Mikael Holm Juges de lignes : Albert Ankerstjerne et Onni Hautamäki |
| Genoni           | Gardiens         | Swayman          |                                       | Arbitrage : Michael Campbell et Mikael Holm Juges de lignes : Albert Ankerstjerne et Onni Hautamäki |
| 4 min            | Pénalités        | 4 min            |                                       | Arbitrage : Michael Campbell et Mikael Holm Juges de lignes : Albert Ankerstjerne et Onni Hautamäki |
| 25               | Tirs             | 40               |                                       | Arbitrage : Michael Campbell et Mikael Holm Juges de lignes : Albert Ankerstjerne et Onni Hautamäki |

### Classement final
| Place              | Équipe     | Résultat final              |
| ------------------ | ---------- | --------------------------- |
| Médaille d'or      | États-Unis | Champion du monde           |
| Médaille d'argent  | Suisse     | Vice-champion du monde      |
| Médaille de bronze | Suède      | Troisième place             |
| 4                  | Danemark   | Quatrième place             |
| 5                  | Canada     | Éliminé en quarts de finale |
| 6                  | Tchéquie   | Éliminé en quarts de finale |
| 7                  | Finlande   | Éliminé en quarts de finale |
| 8                  | Autriche   | Éliminé en quarts de finale |
| 9                  | Allemagne  | Éliminé en phase de groupes |
| 10                 | Lettonie   | Éliminé en phase de groupes |
| 11                 | Slovaquie  | Éliminé en phase de groupes |
| 12                 | Norvège    | Éliminé en phase de groupes |
| 13                 | Slovénie   | Éliminé en phase de groupes |
| 14                 | Hongrie    | Éliminé en phase de groupes |
| 15                 | Kazakhstan | Relégué en Division IA      |
| 16                 | France     | Relégué en Division IA      |

### Médaillés
| Champions du monde États-Unis | Matthew Beniers, Zeev Buium, Logan Cooley, Joey Daccord, Joshua Doan, Michael Eyssimont, Conor Garland, Cutter Gauthier, Isaac Howard, Clayton Keller, Michael Kesselring, Jackson LaCombe, Mason Lohrei, Michael McCarron, Frank Nazar, Drew O'Connor, Andrew Peeke, Shane Pinto, Brady Skjei, Hampton Slukynsky, William Smith, Jeremy Swayman, Tage Thompson, Alex Vlasic et Zachary Werenski Entraîneur : Ryan Warsofsky |

| Argent Suisse | Andres Ambühl, Sven Andrighetto, Nicolas Baechler, Tim Berni, Christoph Bertschy, Stéphane Charlin, Dominik Egli, Kevin Fiala, Michael Fora, Leonardo Genoni, Andrea Glauser, Grégory Hofmann, Ken Jäger, Simon Knak, Dean Kukan, Denis Malgin, Christian Marti, Timo Meier, Janis Moser, Tyler Moy, Nino Niederreiter, Damien Riat, Sandro Schmid et Jonas Siegenthaler Entraîneur : Patrick Fischer |

| Bronze Suède | Rasmus Andersson, Mikael Backlund, Anton Bengtsson, Jonas Brodin, Leo Carlsson, Simon Edvinsson, Samuel Ersson, Filip Forsberg, Max Friberg, Jesper Frödén, Erik Gustafsson, Emil Heineman, Marcus Johansson, William Karlsson, Adam Larsson, Elias Lindholm, Isac Lundeström, Jacob Markström, William Nylander, Marcus Pettersson, Lucas Raymond, Rasmus Sandin, Arvid Söderblom, Alexander Wennberg et Mika Zibanejad Entraîneur : Sam Hallam |

### Récompenses individuelles
| Poste      | Joueurs          |
| ---------- | ---------------- |
| Gardien    | Leonardo Genoni  |
| Défenseurs | Zachary Werenski |
| Défenseurs | Dean Kukan       |
| Attaquants | David Pastrňák   |
| Attaquants | Elias Lindholm   |
| Attaquants | Nick Olesen      |
| MVP        | Leonardo Genoni  |

| Poste     | Joueurs          |
| --------- | ---------------- |
| Gardien   | Leonardo Genoni  |
| Défenseur | Zachary Werenski |
| Attaquant | David Pastrňák   |

### Statistiques individuelles
Pour les significations des abréviations, voir statistiques du hockey sur glace.
| Clt | Joueur           | Équipe     | PJ | B | A  | Pts | Pun | +/- |
| --- | ---------------- | ---------- | -- | - | -- | --- | --- | --- |
| 1   | David Pastrňák   | Tchéquie   | 8  | 6 | 9  | 15  | 4   | +7  |
| 2   | Elias Lindholm   | Suède      | 10 | 8 | 6  | 14  | 0   | +8  |
| 3   | Roman Červenka   | Tchéquie   | 8  | 6 | 8  | 14  | 4   | +8  |
| 4   | Nathan MacKinnon | Canada     | 8  | 7 | 6  | 13  | 10  | +9  |
| 5   | Travis Konecny   | Canada     | 8  | 3 | 10 | 13  | 12  | +9  |
| 6   | Frank Nazar      | États-Unis | 10 | 6 | 6  | 12  | 6   | +7  |
| 7   | Nick Olesen      | Danemark   | 10 | 5 | 7  | 12  | 4   | -3  |
| 8   | Sidney Crosby    | Canada     | 8  | 4 | 8  | 12  | 6   | +8  |
| 9   | Logan Cooley     | États-Unis | 10 | 4 | 8  | 12  | 10  | +4  |
| 9   | Tyler Moy        | Suisse     | 10 | 4 | 8  | 12  | 0   | +8  |

| Clt                                                                                               | Joueur            | Équipe     | PJ | Min          | BC | Moy  | %Arr  | Bl |
| ------------------------------------------------------------------------------------------------- | ----------------- | ---------- | -- | ------------ | -- | ---- | ----- | -- |
| 1                                                                                                 | Leonardo Genoni   | Suisse     | 7  | 424 min 32 s | 7  | 0,99 | 95,33 | 4  |
| 2                                                                                                 | Daniel Vladař     | Tchéquie   | 4  | 219 min 52 s | 4  | 1,09 | 95,06 | 1  |
| 3                                                                                                 | Jordan Binnington | Canada     | 4  | 239 min 15 s | 5  | 1,25 | 94,44 | 2  |
| 4                                                                                                 | Juuse Saros       | Finlande   | 6  | 358 min 50 s | 10 | 1,67 | 94,25 | 0  |
| 5                                                                                                 | Samuel Ersson     | Suède      | 5  | 259 min 6 s  | 5  | 1,16 | 93,42 | 2  |
| 6                                                                                                 | Philipp Grubauer  | Allemagne  | 4  | 237 min 55 s | 8  | 2,02 | 92,98 | 0  |
| 7                                                                                                 | Jeremy Swayman    | États-Unis | 7  | 426 min 11 s | 12 | 1,69 | 92,05 | 2  |
| 8                                                                                                 | Samuel Hlavaj     | Slovaquie  | 5  | 302 min 1 s  | 10 | 1,99 | 91,15 | 0  |
| 9                                                                                                 | Tobias Normann    | Norvège    | 4  | 205 min 30 s | 9  | 2,63 | 90,72 | 1  |
| 10                                                                                                | David Kickert     | Autriche   | 6  | 369 min 25 s | 16 | 2,60 | 90,30 | 0  |
| Nota : seuls sont classés les gardiens ayant joué au minimum 40 % du temps de jeu de leur équipe. |                   |            |    |              |    |      |       |    |

## Autres divisions

### Division I

#### Groupe A
La compétition a lieu du 27 avril au 3 mai 2025 à Sfântu Gheorghe en Roumanie. Les équipes suivantes participent (entre parenthèses figure le classement IIHF 2024) :
- Grande-Bretagne (17), relégué de la Division élite
- Italie (20)
- Japon (24)
- Pologne (21), relégué de la Division élite
- Roumanie (23), pays hôte
- Ukraine (27), promu de la Division IB

| 27 avril | Japon           | 1    | 4    | Italie          |
| 27 avril | Ukraine         | 3    | 4 TB | Grande-Bretagne |
| 27 avril | Roumanie        | 1    | 4    | Pologne         |
| 28 avril | Italie          | 2    | 3 TB | Ukraine         |
| 28 avril | Pologne         | 2    | 1    | Japon           |
| 28 avril | Grande-Bretagne | 2 Pr | 1    | Roumanie        |
| 30 avril | Grande-Bretagne | 5 Pr | 4    | Japon           |
| 30 avril | Pologne         | 1    | 4    | Italie          |
| 30 avril | Ukraine         | 4    | 0    | Roumanie        |
| 1er mai  | Italie          | 1    | 5    | Grande-Bretagne |
| 1er mai  | Pologne         | 1    | 4    | Ukraine         |
| 1er mai  | Roumanie        | 3    | 5    | Japon           |
| 3 mai    | Japon           | 3    | 2    | Ukraine         |
| 3 mai    | Italie          | 7    | 1    | Roumanie        |
| 3 mai    | Grande-Bretagne | 3    | 0    | Pologne         |

| Clt | Équipe          | PJ | V | VP | D | DP | BP | BC | Diff | Pts |
| --- | --------------- | -- | - | -- | - | -- | -- | -- | ---- | --- |
| 1 | Grande-Bretagne | 5  | 2 | 3  | 0 | 0  | 19 | 9  | +10  | 12  |
| 2 | Italie          | 5  | 3 | 0  | 1 | 1  | 18 | 11 | +7   | 10  |
| 3 | Ukraine         | 5  | 2 | 1  | 1 | 1  | 16 | 10 | +6   | 9   |
| 4 | Japon           | 5  | 2 | 0  | 2 | 1  | 14 | 16 | -2   | 7   |
| 5 | Pologne         | 5  | 2 | 0  | 3 | 0  | 8  | 13 | -5   | 6   |
| 6 | Roumanie        | 5  | 0 | 0  | 4 | 1  | 6  | 22 | -16  | 1   |
| Légende : - en gras, promu en division élite - en italique, relégué en division IB - Pr : Prolongations - TB : Tirs de barrage Pour les significations des abréviations, voir statistiques du hockey sur glace. |                 |    |   |    |   |    |    |    |      |     |

#### Groupe B
La compétition a lieu du 26 avril au 2 mai 2025 à Tallinn en Estonie. Les équipes suivantes participent (entre parenthèses figure le classement IIHF 2024) :
- Chine (26)
- Corée du Sud (22), relégué de la Division IA
- Croatie (32), promu de la Division IIA
- Espagne (30)
- Estonie (28), pays hôte
- Lituanie (25)

| 26 avril | Chine        | 0    | 1 | Lituanie     |
| 26 avril | Espagne      | 1    | 6 | Estonie      |
| 26 avril | Croatie      | 2    | 5 | Corée du Sud |
| 27 avril | Lituanie     | 5    | 0 | Espagne      |
| 27 avril | Estonie      | 6    | 2 | Croatie      |
| 27 avril | Corée du Sud | 2    | 1 | Chine        |
| 29 avril | Corée du Sud | 9    | 3 | Espagne      |
| 29 avril | Croatie      | 3    | 4 | Chine        |
| 29 avril | Lituanie     | 2    | 1 | Estonie      |
| 1er mai  | Lituanie     | 2 Pr | 1 | Croatie      |
| 1er mai  | Estonie      | 1    | 4 | Corée du Sud |
| 1er mai  | Chine        | 4 TB | 3 | Espagne      |
| 2 mai    | Corée du Sud | 1    | 4 | Lituanie     |
| 2 mai    | Espagne      | 2 Pr | 1 | Croatie      |
| 2 mai    | Estonie      | 5    | 0 | Chine        |

| Clt | Équipe       | PJ | V | VP | D | DP | BP | BC | Diff | Pts |
| --- | ------------ | -- | - | -- | - | -- | -- | -- | ---- | --- |
| 1 | Lituanie     | 5  | 4 | 1  | 0 | 0  | 14 | 3  | +11  | 14  |
| 2 | Corée du Sud | 5  | 4 | 0  | 1 | 0  | 21 | 11 | +10  | 12  |
| 3 | Estonie      | 5  | 3 | 0  | 2 | 0  | 19 | 9  | +10  | 9   |
| 4 | Chine        | 5  | 1 | 1  | 3 | 0  | 9  | 14 | -5   | 5   |
| 5 | Espagne      | 5  | 0 | 1  | 3 | 1  | 9  | 25 | -16  | 3   |
| 6 | Croatie      | 5  | 0 | 0  | 3 | 2  | 9  | 19 | -10  | 2   |
| Légende : - en gras, promu en division IA - en italique, relégué en division IIA - Pr : Prolongations - TB : Tirs de barrage Pour les significations des abréviations, voir statistiques du hockey sur glace. |              |    |   |    |   |    |    |    |      |     |

### Division II

#### Groupe A
La compétition a lieu du 29 avril au 5 mai 2025 à Belgrade en Serbie. Les équipes suivantes participent (entre parenthèses figure le classement IIHF 2024) :
- Australie (35)
- Belgique (39), promu de la Division IIB
- Émirats arabes unis (36)
- Israël (33)
- Pays-Bas (29), relégué de la Division IB
- Serbie (31), pays hôte

| 29 avril | Belgique            | 2 | 0 | Israël              |
| 29 avril | Émirats arabes unis | 0 | 5 | Pays-Bas            |
| 29 avril | Serbie              | 3 | 0 | Australie           |
| 30 avril | Pays-Bas            | 6 | 2 | Israël              |
| 30 avril | Serbie              | 4 | 1 | Émirats arabes unis |
| 30 avril | Australie           | 1 | 3 | Belgique            |
| 2 mai    | Émirats arabes unis | 2 | 3 | Israël              |
| 2 mai    | Serbie              | 2 | 0 | Belgique            |
| 2 mai    | Pays-Bas            | 5 | 1 | Australie           |
| 3 mai    | Australie           | 1 | 3 | Émirats arabes unis |
| 3 mai    | Belgique            | 0 | 6 | Pays-Bas            |
| 3 mai    | Israël              | 1 | 2 | Serbie              |
| 5 mai    | Émirats arabes unis | 8 | 0 | Belgique            |
| 5 mai    | Israël              | 3 | 4 | Australie           |
| 5 mai    | Pays-Bas            | 3 | 1 | Serbie              |

| Clt | Équipe              | PJ | V | VP | D | DP | BP | BC | Diff | Pts |
| --- | ------------------- | -- | - | -- | - | -- | -- | -- | ---- | --- |
| 1 | Pays-Bas            | 5  | 5 | 0  | 0 | 0  | 25 | 4  | +21  | 15  |
| 2 | Serbie              | 5  | 4 | 0  | 1 | 0  | 12 | 5  | +7   | 12  |
| 3 | Émirats arabes unis | 5  | 2 | 0  | 3 | 0  | 14 | 13 | +1   | 6   |
| 4 | Belgique            | 5  | 2 | 0  | 3 | 0  | 5  | 17 | -12  | 6   |
| 5 | Australie           | 5  | 1 | 0  | 4 | 0  | 7  | 17 | -10  | 3   |
| 6 | Israël              | 5  | 1 | 0  | 4 | 0  | 9  | 16 | -7   | 3   |
| Légende : - en gras, promu en division IB - en italique, relégué en division IIB - Pr : Prolongations - TB : Tirs de barrage Pour les significations des abréviations, voir statistiques du hockey sur glace. |                     |    |   |    |   |    |    |    |      |     |

#### Groupe B
La compétition a lieu du 27 avril au 3 mai 2025 à Dunedin en Nouvelle-Zélande. Les équipes suivantes participent (entre parenthèses figure le classement IIHF 2024) :
- Bulgarie (37)
- Géorgie (50)
- Islande (34), relégué de la Division IIA
- Nouvelle-Zélande (41), pays hôte
- Thaïlande (43), promu de la Division IIIA
- Taipei chinois (40)

| 27 avril | Thaïlande        | 3    | 5 | Bulgarie         |
| 27 avril | Géorgie          | 4    | 0 | Islande          |
| 27 avril | Nouvelle-Zélande | 3    | 1 | Taipei chinois   |
| 28 avril | Islande          | 8    | 4 | Bulgarie         |
| 28 avril | Taipei chinois   | 7    | 3 | Thaïlande        |
| 28 avril | Nouvelle-Zélande | 0    | 5 | Géorgie          |
| 30 avril | Islande          | 2    | 1 | Taipei chinois   |
| 30 avril | Géorgie          | 8 Pr | 7 | Bulgarie         |
| 30 avril | Nouvelle-Zélande | 7    | 1 | Thaïlande        |
| 2 mai    | Taipei chinois   | 1    | 3 | Géorgie          |
| 2 mai    | Thaïlande        | 3    | 6 | Islande          |
| 2 mai    | Bulgarie         | 2    | 3 | Nouvelle-Zélande |
| 3 mai    | Géorgie          | 15   | 1 | Thaïlande        |
| 3 mai    | Bulgarie         | 5 Pr | 4 | Taipei chinois   |
| 3 mai    | Islande          | 5    | 1 | Nouvelle-Zélande |

| Clt | Équipe           | PJ | V | VP | D | DP | BP | BC | Diff | Pts |
| --- | ---------------- | -- | - | -- | - | -- | -- | -- | ---- | --- |
| 1 | Géorgie          | 5  | 4 | 1  | 0 | 0  | 35 | 9  | +26  | 14  |
| 2 | Islande          | 5  | 4 | 0  | 1 | 0  | 21 | 13 | +8   | 12  |
| 3 | Nouvelle-Zélande | 5  | 3 | 0  | 2 | 0  | 14 | 14 | 0    | 9   |
| 4 | Bulgarie         | 5  | 1 | 1  | 2 | 1  | 23 | 26 | -3   | 6   |
| 5 | Taipei chinois   | 5  | 1 | 0  | 3 | 1  | 14 | 16 | -2   | 4   |
| 6 | Thaïlande        | 5  | 0 | 0  | 5 | 0  | 11 | 40 | -29  | 0   |
| Légende : - en gras, promu en division IIA - en italique, relégué en division IIIA - Pr : Prolongations Pour les significations des abréviations, voir statistiques du hockey sur glace. |                  |    |   |    |   |    |    |    |      |     |

### Division III

#### Groupe A
La compétition a lieu du 21 au 27 avril 2025 à Istanbul au Turquie. Les équipes suivantes participent (entre parenthèses figure le classement IIHF 2024) :
- Afrique du Sud (47)
- Bosnie-Herzégovine (48), promu de la Division IIIB
- Kirghizistan (45)
- Luxembourg (44)
- Turkménistan (46)
- Turquie (38), pays hôte, relégué de la Division IIB

| 21 avril | Kirghizistan       | 5    | 2 | Afrique du Sud     |
| 21 avril | Bosnie-Herzégovine | 1    | 3 | Turkménistan       |
| 21 avril | Luxembourg         | 1    | 7 | Turquie            |
| 22 avril | Afrique du Sud     | 3    | 2 | Bosnie-Herzégovine |
| 22 avril | Kirghizistan       | 6    | 0 | Luxembourg         |
| 22 avril | Turquie            | 1    | 2 | Turkménistan       |
| 24 avril | Luxembourg         | 3    | 8 | Turkménistan       |
| 24 avril | Afrique du Sud     | 5    | 1 | Luxembourg         |
| 24 avril | Bosnie-Herzégovine | 7    | 0 | Turquie            |
| 25 avril | Turkménistan       | 1    | 8 | Kirghizistan       |
| 25 avril | Afrique du Sud     | 2    | 4 | Luxembourg         |
| 25 avril | Bosnie-Herzégovine | 2    | 3 | Turquie            |
| 27 avril | Luxembourg         | 2    | 6 | Bosnie-Herzégovine |
| 27 avril | Turkménistan       | 6 Pr | 5 | Afrique du Sud     |
| 27 avril | Turquie            | 1    | 3 | Kirghizistan       |

| Clt | Équipe             | PJ | V | VP | D | DP | BP | BC | Diff | Pts |
| --- | ------------------ | -- | - | -- | - | -- | -- | -- | ---- | --- |
| 1 | Kirghizistan       | 5  | 5 | 0  | 0 | 0  | 27 | 5  | +22  | 15  |
| 2 | Turkménistan       | 5  | 3 | 1  | 1 | 0  | 20 | 18 | +2   | 11  |
| 3 | Turquie            | 5  | 3 | 0  | 2 | 0  | 19 | 8  | +11  | 9   |
| 4 | Afrique du Sud     | 5  | 1 | 0  | 3 | 1  | 12 | 24 | -12  | 4   |
| 5 | Bosnie-Herzégovine | 5  | 1 | 0  | 4 | 0  | 12 | 16 | -4   | 3   |
| 6 | Luxembourg         | 5  | 1 | 0  | 4 | 0  | 10 | 29 | -19  | 3   |
| Légende : - en gras, promu en division IIB - en italique, relégué en division IIIB - Pr : Prolongations Pour les significations des abréviations, voir statistiques du hockey sur glace. |                    |    |   |    |   |    |    |    |      |     |

#### Groupe B
La compétition a lieu à du 27 avril au 3 mai 2025 à Santiago de Querétaro au Mexique. Les équipes suivantes participent (entre parenthèses figure le classement IIHF 2024) :
- Corée du Nord (56)
- Hong Kong (49)
- Mexique (42), pays hôte, relégué de la Division IIIA
- Mongolie (57), promu de la Division IV
- Philippines (53)
- Singapour (51)

| 27 avril | Mongolie      | 14 | 7    | Philippines   |
| 27 avril | Corée du Nord | 14 | 1    | Singapour     |
| 27 avril | Hong Kong     | 2  | 5    | Mexique       |
| 28 avril | Singapour     | 1  | 11   | Mongolie      |
| 28 avril | Corée du Nord | 9  | 5    | Hong Kong     |
| 28 avril | Mexique       | 9  | 1    | Philippines   |
| 30 avril | Corée du Nord | 7  | 3    | Mongolie      |
| 30 avril | Hong Kong     | 17 | 2    | Philippines   |
| 30 avril | Mexique       | 18 | 1    | Singapour     |
| 2 mai    | Singapour     | 0  | 11   | Hong Kong     |
| 2 mai    | Philippines   | 5  | 6 Pr | Corée du Nord |
| 2 mai    | Mongolie      | 6  | 7    | Mexique       |
| 3 mai    | Philippines   | 7  | 1    | Singapour     |
| 3 mai    | Hong Kong     | 7  | 3    | Mongolie      |
| 3 mai    | Mexique       | 9  | 2    | Corée du Nord |

| Clt | Équipe        | PJ | V | VP | D | DP | BP | BC | Diff | Pts |
| --- | ------------- | -- | - | -- | - | -- | -- | -- | ---- | --- |
| 1 | Mexique       | 5  | 5 | 0  | 0 | 0  | 48 | 12 | +36  | 15  |
| 2 | Corée du Nord | 5  | 3 | 1  | 1 | 0  | 38 | 23 | +15  | 11  |
| 3 | Hong Kong     | 5  | 3 | 0  | 2 | 0  | 42 | 19 | +23  | 9   |
| 4 | Mongolie      | 5  | 2 | 0  | 3 | 0  | 36 | 29 | +7   | 6   |
| 5 | Philippines   | 5  | 1 | 0  | 3 | 1  | 22 | 46 | -24  | 4   |
| 6 | Singapour     | 5  | 0 | 0  | 5 | 0  | 4  | 61 | -57  | 0   |
| Légende : - en gras, promu en division IIIA - en italique, relégué en division IV - Pr : Prolongations Pour les significations des abréviations, voir statistiques du hockey sur glace. |               |    |   |    |   |    |    |    |      |     |

### Division IV
La compétition a lieu du 13 au 19 avril 2025 à Erevan en Arménie. Les équipes suivantes participent (entre parenthèses figure le classement IIHF 2024).
- Arménie (NC), première participation depuis 2010
- Indonésie (58)
- Iran (54), relégué de la Division IIIB
- Koweït (52)
- Malaisie (55)
- Ouzbékistan (NC), première participation

| 13 avril | Indonésie   | 2    | 1    | Iran        |
| 13 avril | Koweït      | 3    | 13   | Ouzbékistan |
| 13 avril | Arménie     | 24   | 3    | Malaisie    |
| 14 avril | Koweït      | 15   | 6    | Indonésie   |
| 14 avril | Iran        | 5    | 1    | Malaisie    |
| 14 avril | Ouzbékistan | 2    | 3 TB | Arménie     |
| 16 avril | Iran        | 0    | 20   | Ouzbékistan |
| 16 avril | Indonésie   | 7    | 4    | Malaisie    |
| 16 avril | Koweït      | 5 Pr | 4    | Arménie     |
| 17 avril | Ouzbékistan | 26   | 1    | Indonésie   |
| 17 avril | Malaisie    | 9    | 22   | Koweït      |
| 17 avril | Arménie     | 8    | 0    | Iran        |
| 19 avril | Malaisie    | 3    | 18   | Ouzbékistan |
| 19 avril | Indonésie   | 1    | 14   | Arménie     |
| 19 avril | Iran        | 0    | 11   | Koweït      |

| Clt | Équipe      | PJ | V | VP | D | DP | BP | BC | Diff | Pts |
| --- | ----------- | -- | - | -- | - | -- | -- | -- | ---- | --- |
| 1 | Ouzbékistan | 5  | 4 | 0  | 0 | 1  | 79 | 10 | +69  | 13  |
| 2 | Arménie     | 5  | 3 | 1  | 0 | 1  | 53 | 11 | +42  | 12  |
| 3 | Koweït      | 5  | 3 | 1  | 1 | 0  | 56 | 32 | +24  | 11  |
| 4 | Indonésie   | 5  | 2 | 0  | 3 | 0  | 17 | 60 | -43  | 6   |
| 5 | Iran        | 5  | 1 | 0  | 4 | 0  | 6  | 42 | -36  | 3   |
| 6 | Malaisie    | 5  | 0 | 0  | 5 | 0  | 20 | 76 | -56  | 0   |
| Légende : - en gras, promu en division IIIB - Pr : Prolongations - TB : Tirs de barrage Pour les significations des abréviations, voir statistiques du hockey sur glace. |             |    |   |    |   |    |    |    |      |     |